# 21. Januar
Der 21. Januar (regional auch 21. Jänner) ist der 21. Tag des gregorianischen Kalenders, somit bleiben 344 Tage (in Schaltjahren 345 Tage) bis zum Jahresende.

## Ereignisse

### Politik und Weltgeschehen
- 1188: Im Frieden von Gisors akzeptiert der englische König Heinrich II. den Verlust des Gebietes von Berry an den französischen König Philipp II.
- 1482: Die an der afrikanischen Küste gelandeten Portugiesen unter dem Kommando von Diogo de Azambuja beginnen bei Elmina im heutigen Ghana mit der Errichtung der Festung São Jorge da Mina. Das Fort wird zum Zentrum der portugiesischen Kolonien in Westafrika, seit 1979 ist es UNESCO-Weltkulturerbe.

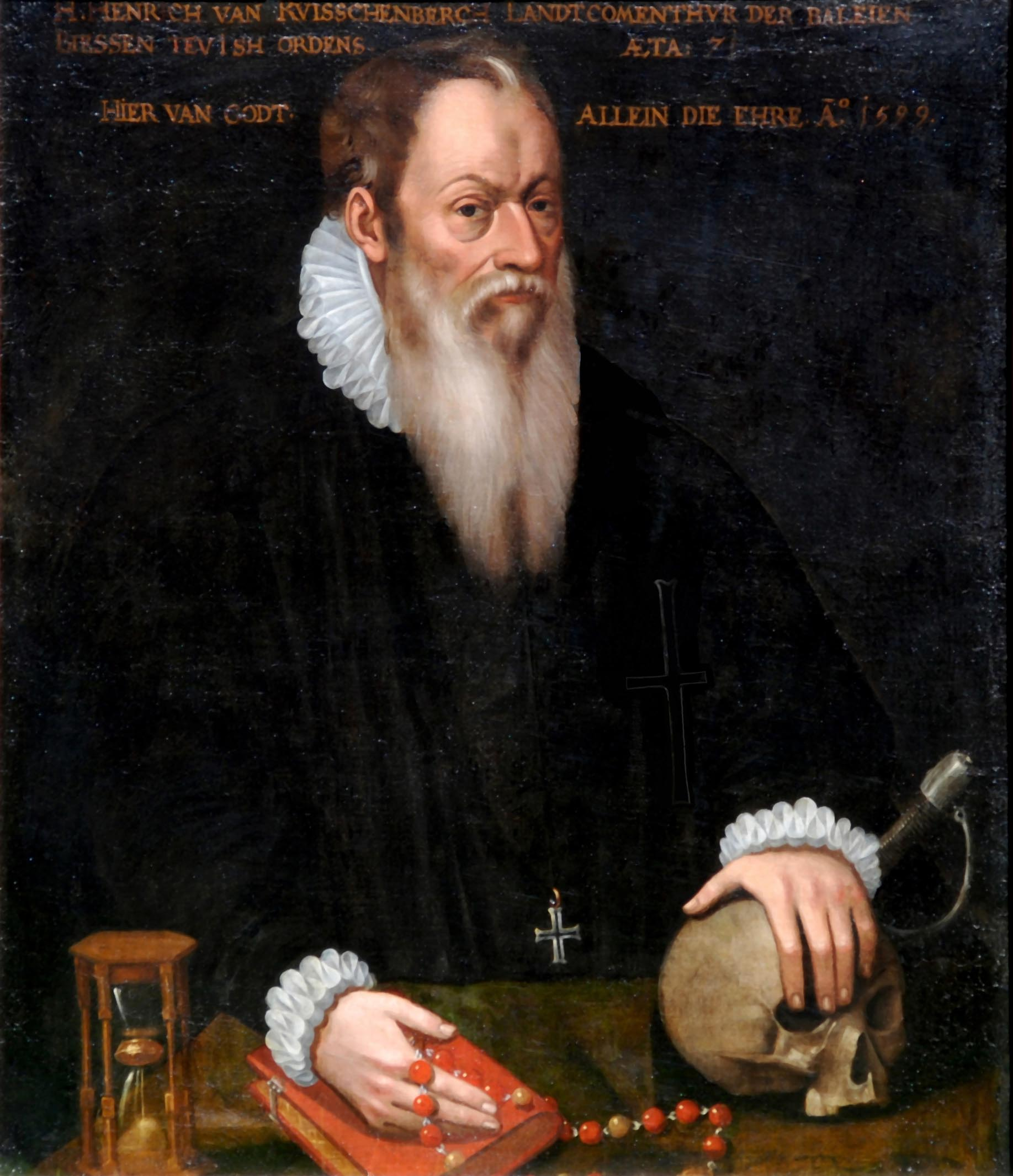
1577: Heinrich von Reuschenberg

- 1577: Heinrich von Reuschenberg wird zum Landkomtur der Ballei Biesen bestellt und damit zum Leiter der größten Deutschordenskommende im Nordwesten Europas.
- 1596: Charles de Montmorency, duc de Damville wird vom französischen König Heinrich IV. zum Admiral von Frankreich ernannt.

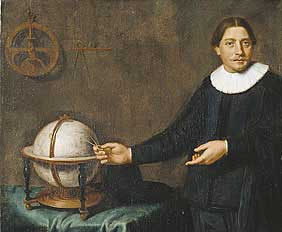
1643: Abel Tasman

- 1643: Der niederländische Seefahrer Abel Tasman entdeckt Tonga im Pazifischen Ozean.
- 1771: Die Falklandkrise zwischen dem Königreich Großbritannien und Spanien wird mittels einer Einigung beendet. Großbritannien erhält die im Vorjahr von Spanien eroberte Siedlung Port Egmont zurück, die Frage der Zugehörigkeit der Falklandinseln wird hingegen nicht abschließend geklärt.
- 1775: In Moskau wird der Kosake Jemeljan Pugatschow als Führer eines Volksaufstandes gegen die russische Zarin Katharina die Große hingerichtet.
- 1788: Arthur Phillip, Kommandant der First Fleet mit britischen Strafgefangenen für die australische Kolonie an Bord, entdeckt die Manly Bay, nachdem er den Plan, bei Botany Bay zu siedeln, wegen Wassermangels verworfen hat und nach Norden gesegelt ist.

1793: Hinrichtung Ludwigs XVI.

- 1793: Bürger Louis Capet, der abgesetzte französische König Ludwig XVI., wird in Paris nach seiner Verurteilung durch den Nationalkonvent wegen Verschwörung gegen die öffentliche Freiheit und der gesamten Sicherheit des Staates auf dem Place de la Revolution in Paris guillotiniert. Die Französische Revolution erreicht damit ihren Höhepunkt.
- 1824: Ein Heer des Ashantireiches, gelegen im heutigen Ghana, schlägt eine britische Streitmacht unter Gouverneur Sir Charles MacCarthy vernichtend und bewahrt damit seine Selbstständigkeit im Hinterland der Goldküste.

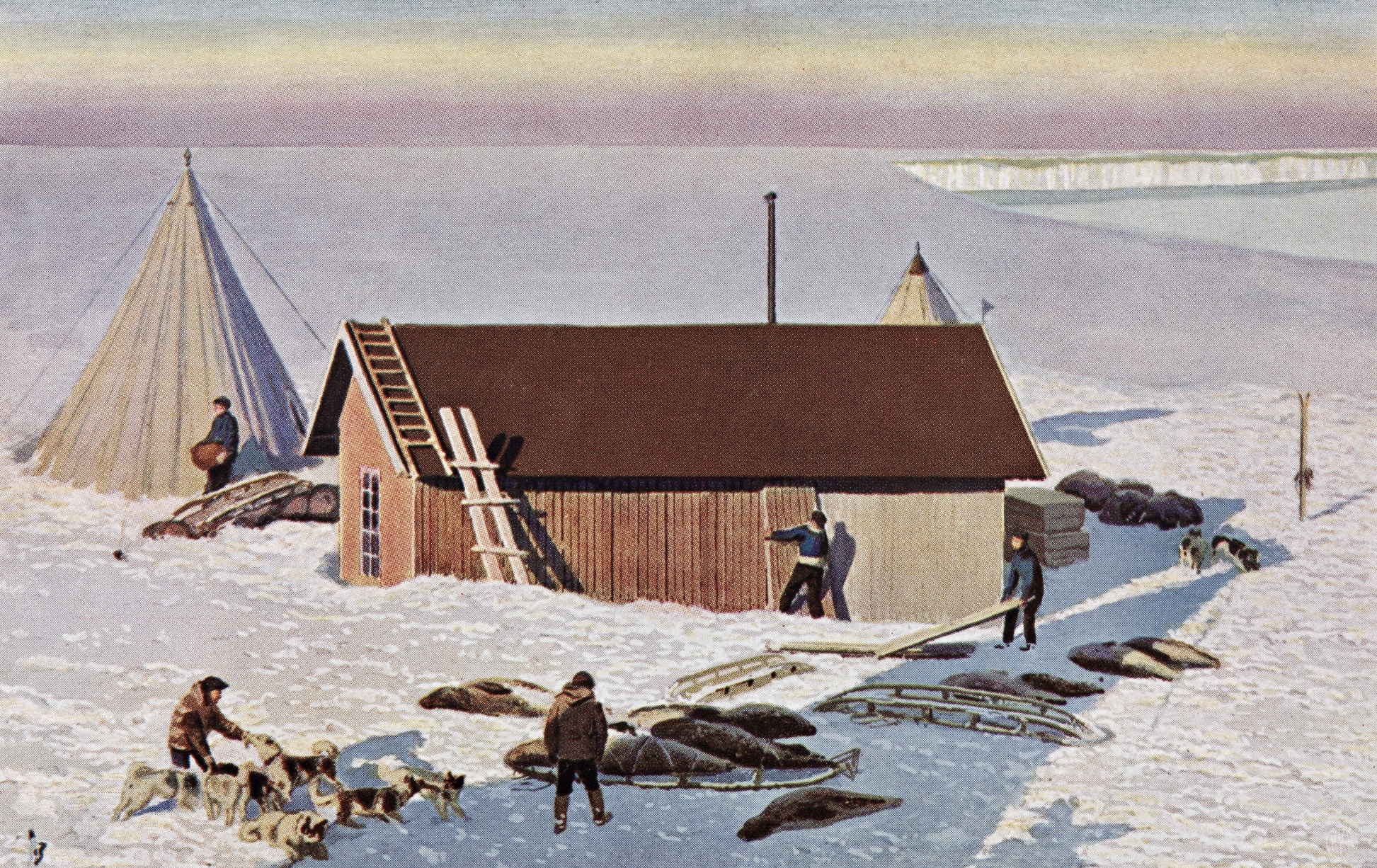
1911: Framheim

- 1911: Der norwegische Polarforscher Roald Amundsen errichtet im Ross-Schelfeis in der Nähe des 80. Breitengrades das Camp Framheim als Basislager für seine Antarktisexpedition.
- 1920: Domingos Leite Pereira wird zum zweiten Mal Ministerpräsident Portugals.
- 1921: Die Kommunistische Partei Italiens wird im Theater San Marco in Livorno gegründet, nachdem sich die revolutionäre Fraktion von der Partito Socialista Italiano abgespalten hat. Amadeo Bordiga übernimmt den Parteivorsitz, ins Zentralkomitee kommen Antonio Gramsci und Umberto Terracini.
- 1925: Albanien wird auf Betreiben des durch Umsturz an die Macht gekommenen Ahmet Zogu vom Parlament zu einer Republik erklärt. Er lässt sich am 31. Januar zu ihrem Präsidenten wählen.
- 1944: Beginn des Unternehmens Steinbock, die Intensivierung der Luftangriffe auf England durch die deutsche Luftwaffe.
- 1945: Die Niederlage in der Ardennenoffensive des Zweiten Weltkriegs beschleunigt den Zusammenbruch der Wehrmacht an der deutschen Westfront.
- 1950: Durch Fusion der DKP-DRP mit der nur in Hessen tätigen Nationaldemokratischen Partei (NDP) in Kassel entsteht die rechtsextreme Deutsche Reichspartei (DRP).

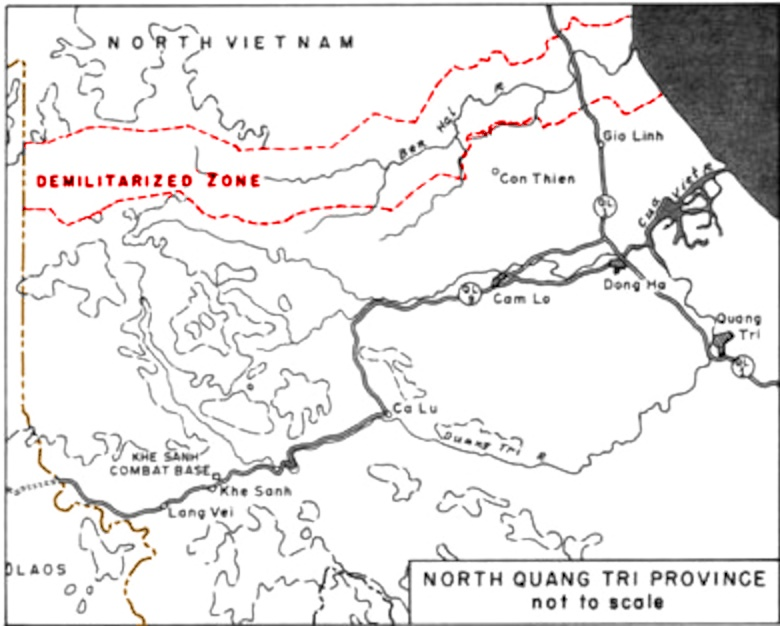
1968: Lage von Khe Sanh

- 1968: Mit einem Mörserangriff der nordvietnamesischen Truppen beginnt die Schlacht um Khe Sanh im Vietnamkrieg, die bis zum 8. April dauern wird.
- 1972: Manipur erhält den Status eines Bundesstaats in Indien.
- 1987: Als Ergebnis der aufgrund der Wahl Jörg Haiders zum neuen FPÖ-Parteiobmann ausgelösten vorzeitigen Nationalratswahl vom November 1986 wird die SPÖ-ÖVP-Regierung Vranitzky/Mock angelobt.
- 1997: In Prag wird die Deutsch-Tschechische Erklärung über die gegenseitigen Beziehungen und deren künftige Entwicklung unterzeichnet.
- 2000: Nach Massenprotesten von Indígenas in Ecuador wird Staatspräsident Jamil Mahuad durch einen Putsch gestürzt. Oberst Lucio Gutiérrez, der Vorsitzende des Indígena-Verbandes CONAIE, Antonio Vargas, und der ehemalige Höchstrichter Carlos Solórzano übernehmen als Triumvirat für einen Tag die Macht.

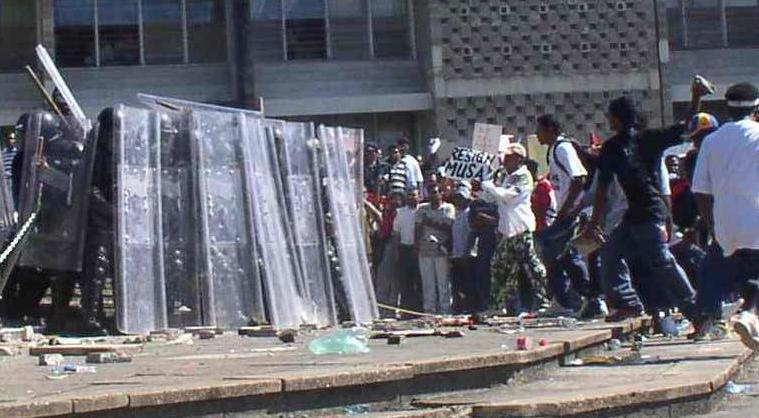
2005: Unruhen in Belize

- 2005: In der belizischen Hauptstadt Belmopan findet wegen massiver Steuererhöhungen eine Massendemonstration gegen die Regierung von Premierminister Said Musa statt, die von den Sicherheitskräften gewaltsam aufgelöst wird. Wegen eines bereits seit dem Vortag laufenden Generalstreiks bricht die Wasserversorgung in ganz Belize zusammen.
- 2017: Beim Women’s March on Washington protestieren zwischen 500.000 und 700.000 Menschen am ersten Tag nach der Amtseinführung von Donald Trump für Frauen- und Menschenrechte in Washington, D.C. Entsprechende Demonstrationen finden auch in weiteren US-amerikanischen Großstädten und in zahlreichen anderen Ländern statt, weltweit rund 670.

### Wirtschaft
- 1899: Die Söhne Adam Opels kaufen die Fabrik Friedrich Lutzmanns, stellen ihn als Direktor ein und beginnen mit dem Bau von Opel-Automobilen.
- 1939: Im Bundesstaat Bahia werden die ersten Erdöl-Lagerstätten Brasiliens entdeckt.

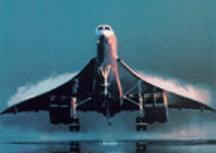
1976: Startende Concorde

- 1976: Gleichzeitig starten in Paris und London zwei Concordes zu den ersten kommerziellen Flügen des Überschallflugzeuges.
- 2008: Der DAX verliert auch aufgrund der zunehmenden Angst vor einer Rezession in den USA im Tagesverlauf 523,98 Punkte oder 7,2 Prozent, was den prozentual größten Verlust seit den Terroranschlägen am 11. September 2001 (damals mit einem Minus von 8,5 Prozent) darstellt.

### Wissenschaft und Technik

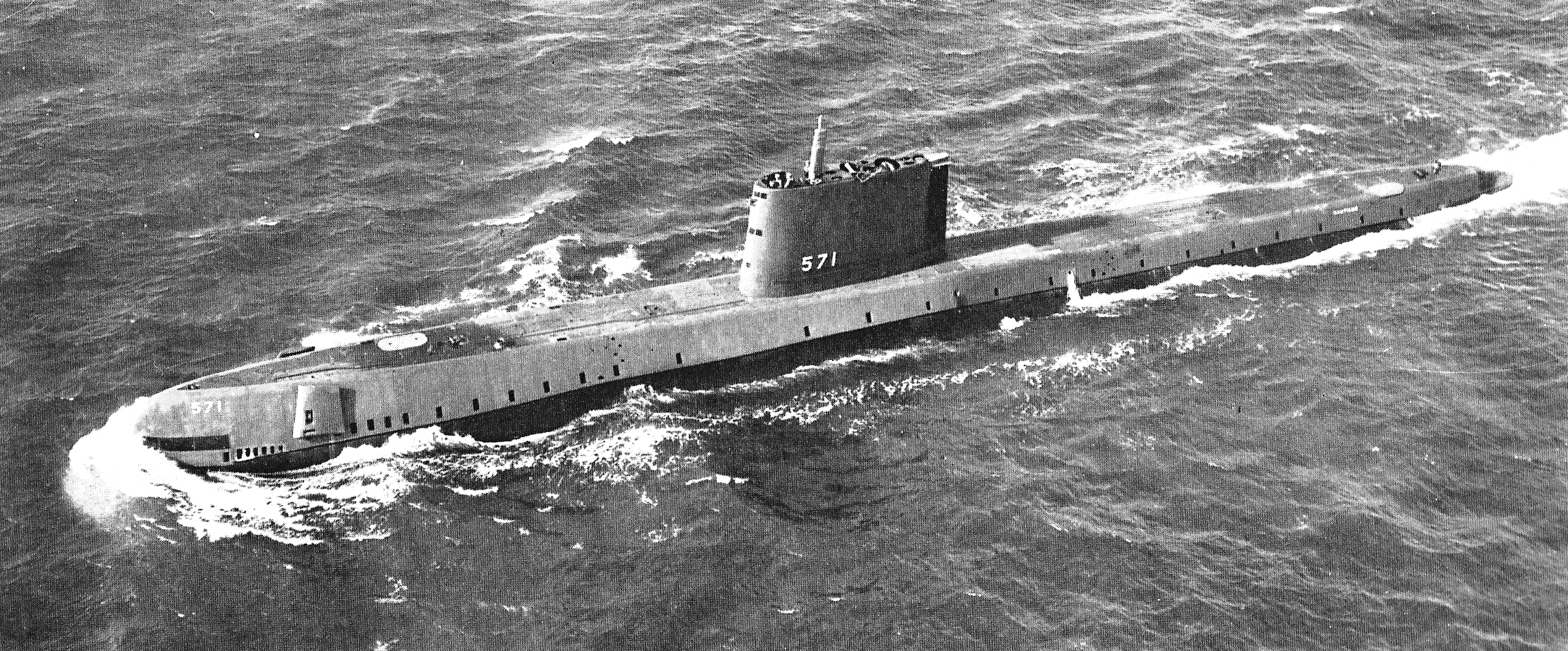
1954: U-Boot Nautilus

- 1954: Das erste atomgetriebene U-Boot, die Nautilus, läuft in den USA vom Stapel.

### Kultur
- 1801: An der Opéra-Comique in Paris erfolgt die Uraufführung der Oper Le Grand Deuil von Henri Montan Berton.
- 1841: An der Opéra-Comique in Paris findet die Uraufführung der komischen Oper Le Guitarréro von Fromental Halévy statt.
- 1880: Am Mariinski-Theater in Sankt Petersburg wird die Oper Die Mainacht von Nikolai Andrejewitsch Rimski-Korsakow uraufgeführt.
- 1904: Am Nationaltheater in Brünn wird die Oper Jenůfa von Leoš Janáček nach dem Theaterstück Její pastorkyňa (Ihre Ziehtochter) von Gabriela Preissová uraufgeführt. Es wird noch einige Male verändert und wieder aufgeführt, bevor es in breiterer Öffentlichkeit wahrgenommen wird.
- 1908: In Stockholm findet die Uraufführung des Kammerspiels Die Gespenstersonate von August Strindberg nach der gleichnamigen Sonate von Ludwig van Beethoven statt. Die Uraufführung floppt, das Stück wird erst vier Jahre nach dem Tod des Dichters ein Erfolg.
- 1908: Am Theater an der Wien in Wien erfolgt die Uraufführung der Operette Der Mann mit den drei Frauen von Franz Lehár.
- 1911: The March of Women von Ethel Smyth, das später zur Hymne der englischen Suffragettenbewegung wird, wird in der Pall Mall in London uraufgeführt.

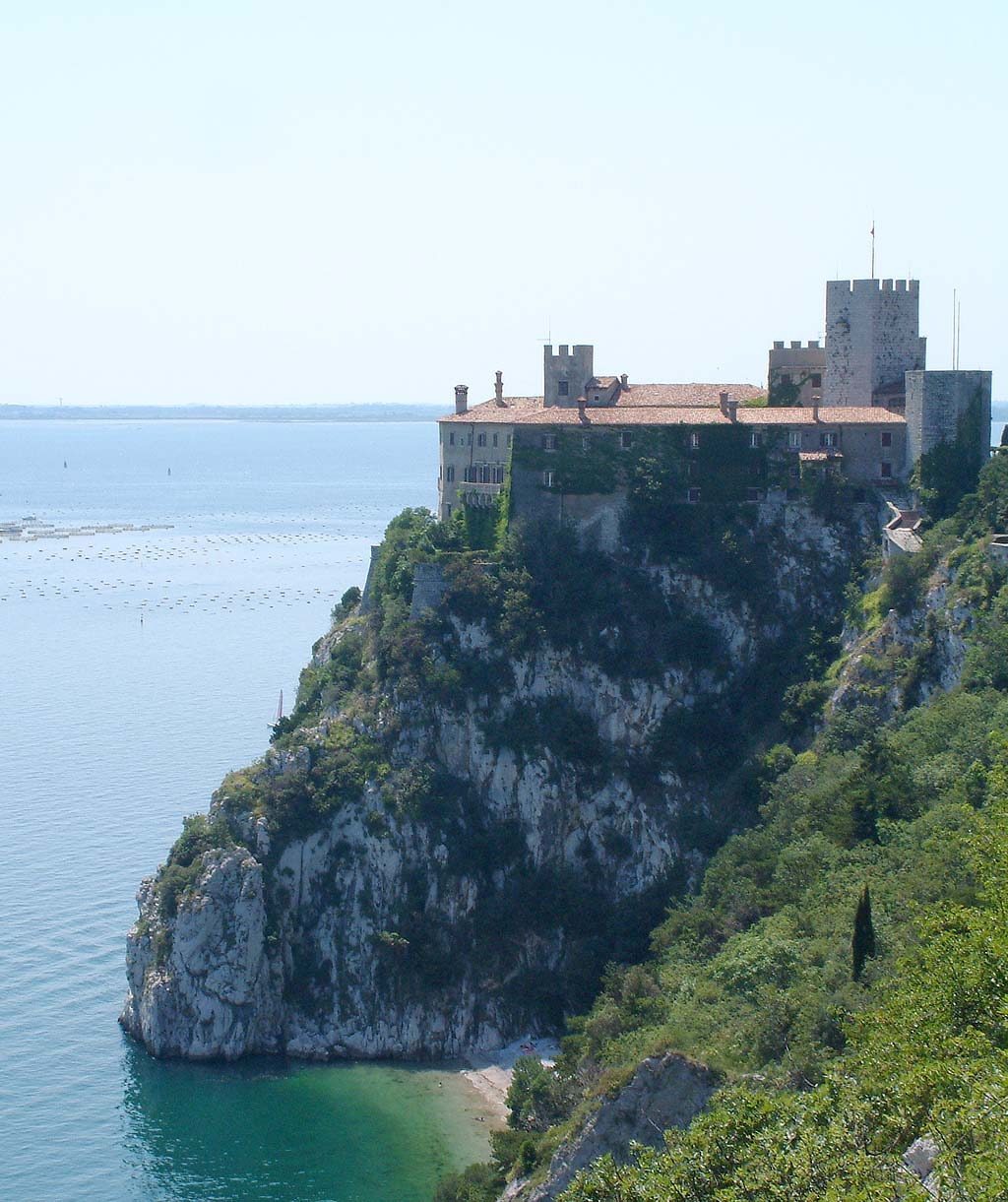
1912: Schloss Duino

- 1912: Rainer Maria Rilke sendet die erste seiner Duineser Elegien von Duino an Marie Taxis.
- 1920: An der Oper Frankfurt in Frankfurt am Main findet die Uraufführung der Oper Der Schatzgräber von Franz Schreker statt.
- 1921: In New York City hat der Charlie-Chaplin-Film The Kid seine Premiere.
- 1937: In London tritt im Studio der BBC Marcel Boulestin als erster Fernsehkoch in der Sendung Cook’s night out vor die Kamera.
- 1953: Mit ihrer Version von Peter und der Wolf geht im deutschen Fernsehen erstmals die Augsburger Puppenkiste auf Sendung.

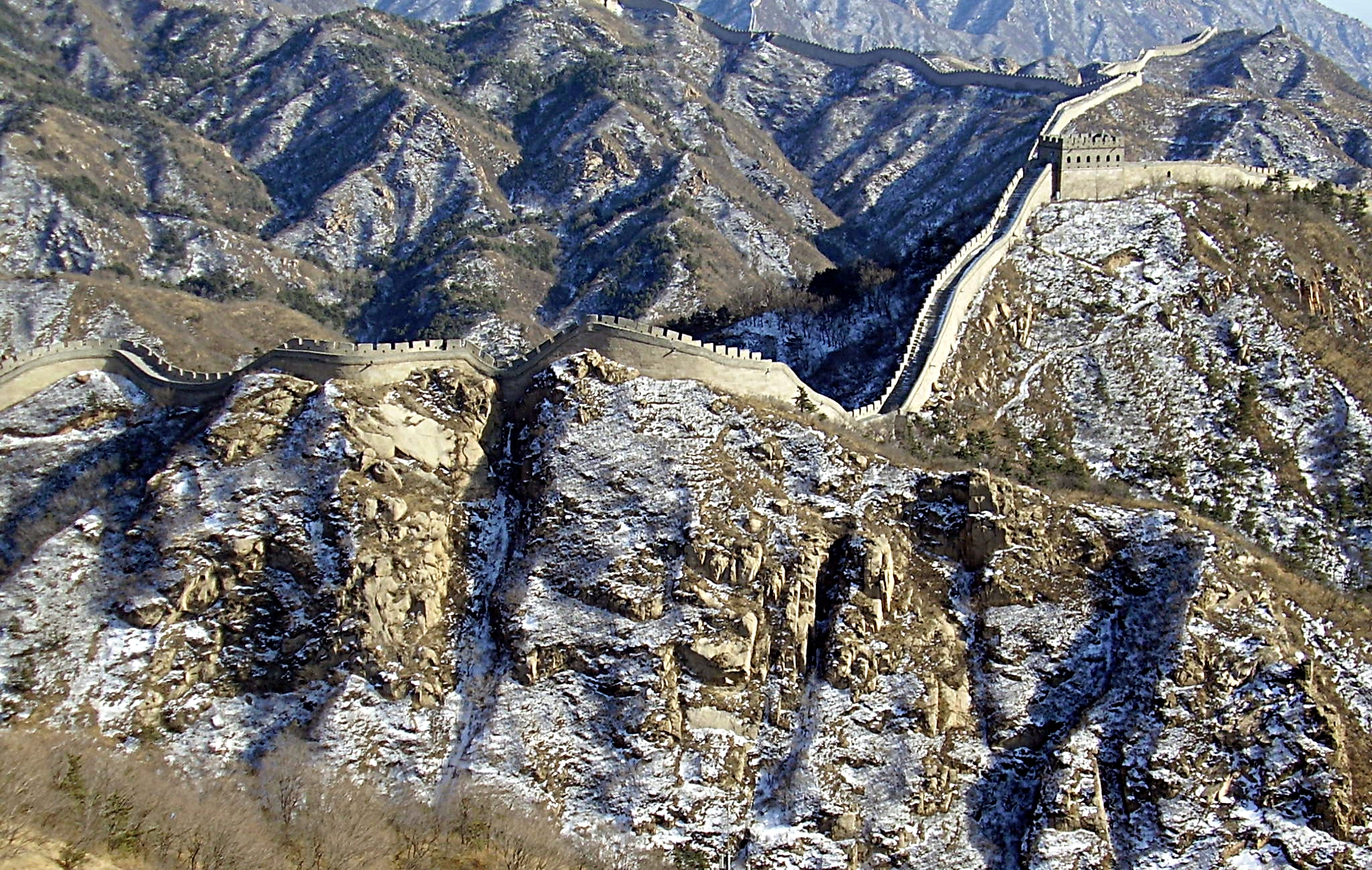
1980: Die Chinesische Mauer

- 1980: Die Chinesische Mauer wird unter Denkmalschutz gestellt.
- 1983: Posthume Uraufführung des Schauspiels Bruder Eichmann von Heinar Kipphardt im Münchner Residenztheater
- 1990: Im Kleinen Haus der Württembergischen Staatstheater in Stuttgart wird das abendfüllende Handlungsballett Medea von John Neumeier (Choreografie und Libretto) vom Stuttgarter Ballett uraufgeführt.
- 2003: Der erste Band der Buchreihe Warrior Cats, die mittlerweile acht Staffeln hat, erscheint auf Englisch.

### Gesellschaft
- 1915: Unter dem Namen The Supreme Lodge Benevolent Order Of Brothers entsteht in Detroit der erste der Kiwanis-Service-Clubs.
- 2008: Mit dem Tod von Marie Smith Jones stirbt die Eyak-Sprache aus.
- 2025: Ross Ulbricht wird von Präsident Trump begnadigt.

### Religion
- 1276: Nur einen Tag nach Beginn des Konklaves wird Innozenz V. zum Papst gewählt. Innozenz ist der erste Papst, der nach den Konklave-Regeln Gregors X. gewählt wurde, und der erste Dominikaner auf dem Papstthron.

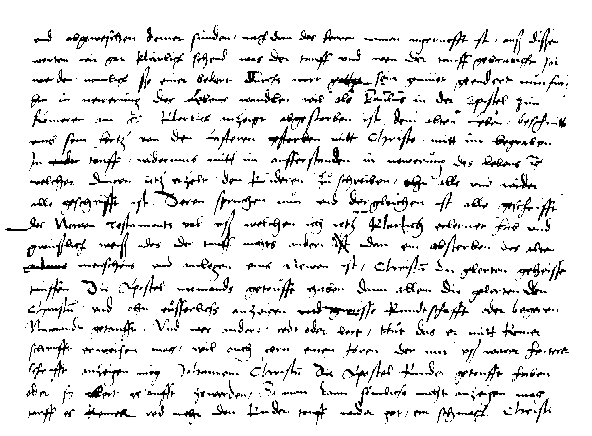
1525: Schutzschrift von Manz an den Rat der Stadt Zürich

- 1525: Im Konflikt um den Zürcher Reformationsprozess zwischen Huldrych Zwingli und Konrad Grebel und Felix Manz stellt sich der Zürcher Stadtrat hinter Zwingli. Er verfügt, dass Kinder spätestens am achten Tag nach der Geburt von ihren Eltern getauft werden müssen und verbietet Grebel und Manz die Gläubigentaufe und den Unterricht in ihren Bibelschulen. Am selben Abend gründen die beiden die erste Täufergemeinde. Der katholische Priester Jörg Blaurock wird der erste Getaufte.
- 1837: Kaiser Ferdinand I. verfügt, dass die Anhänger des Augsburger Bekenntnisses das Zillertal verlassen müssen. Im September des Jahres befolgen die Zillertaler Inklinanten die Anordnung und machen sich auf den Weg ins Riesengebirge.
- 1853: Im Berliner Dom wird die Gründung des Jerusalemsvereins mitgeteilt. Er soll die evangelischen Kirchengemeinden im Heiligen Land unterstützen.
- 1998: Papst Johannes Paul II. besucht als erstes kirchliches Oberhaupt das sozialistische Kuba und wird von Revolutionsführer Fidel Castro empfangen.

### Katastrophen

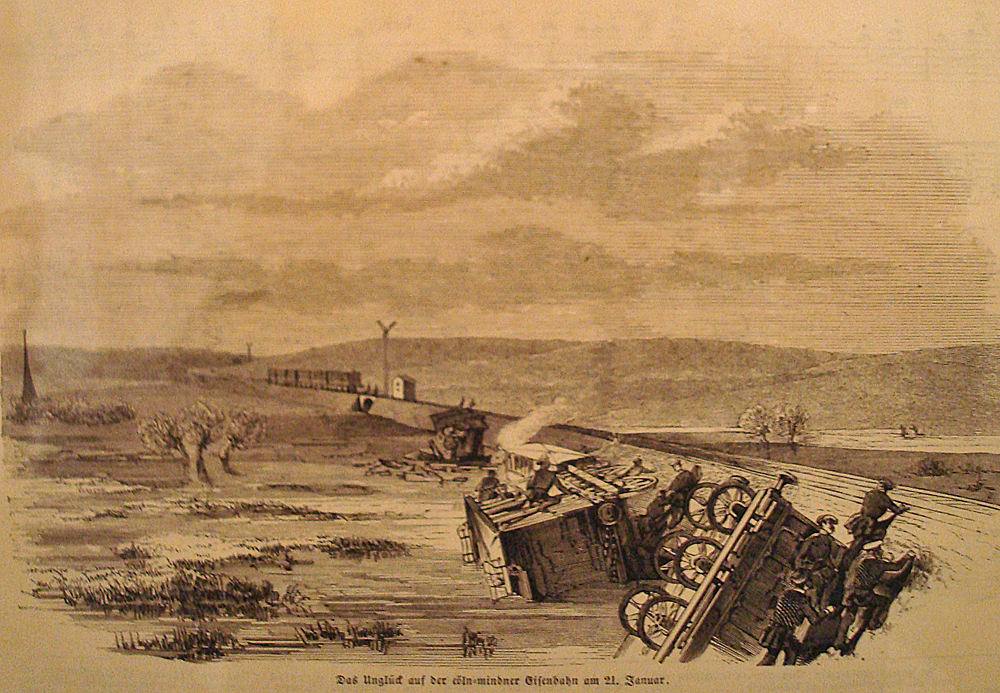
1851: Zeichnung zum Eisenbahnunfall von Avenwedde

- 1851: Beim Eisenbahnunfall von Avenwedde entgleist ein Zug von Minden ins Rheinland auf der Stammstrecke der Köln-Mindener Eisenbahn-Gesellschaft, wobei drei Menschen starben. Unter den Zugreisenden befindet sich auch Prinz Friedrich Wilhelm von Preußen, der spätere Kaiser Friedrich III., der leicht verletzt wird.
- 1854: Der Eisen-Klipper Tayleur der White Star Line geht auf seiner Jungfernfahrt in der Irischen See unter, nachdem er bei Sturm und Nebel auf die Felsen am Ufer von Lambay Island gelaufen war. 362 Menschen sterben.
- 1917: Ein Erdbeben unbekannter Stärke auf Bali, Indonesien, fordert etwa 15.000 Todesopfer.
- 1940: Vor der französischen Mittelmeerküste kommt es nach einer Explosion an Bord des italienischen Passagierschiffs Orazio zu einem unkontrollierbaren Brand. Das Schiff brennt aus und sinkt; 106 Menschen kommen ums Leben, obwohl schnell Hilfe vor Ort ist.

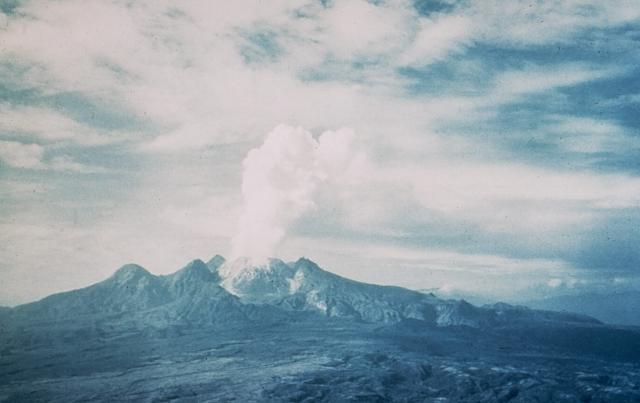
1951: Mount Lamington während des Ausbruchs

- 1951: Beim Ausbruch des Vulkans Lamington auf der Insel Neuguinea sterben knapp 3000 Menschen.
- 1968: Ein US-Langstreckenbomber vom Typ Boeing B-52 stürzt unweit der Thule Air Base in Grönland ab. Er verliert dabei vier Wasserstoffbomben. Von diesen sollen nur drei geborgen werden können. Der Absturz löst radioaktive Kontaminationen in der Umgebung aus.
- 1969: Im unterirdischen nuklearen Reaktor Lucens in der Schweiz kommt es zu einer partiellen Kernschmelze der Stufe 4 der Internationalen Bewertungsskala für nukleare Ereignisse.
- 1980: Beim Absturz einer iranischen Verkehrsmaschine bei Teheran im Iran wegen eines Schneesturms kommen 128 Menschen ums Leben.

Kleinere Unglücksfälle sind in den Unterartikeln von Katastrophe und in der Liste von Katastrophen aufgeführt.

### Sport
- 1888: In den Vereinigten Staaten entsteht der Sportverband Amateur Athletic Union (AAU).

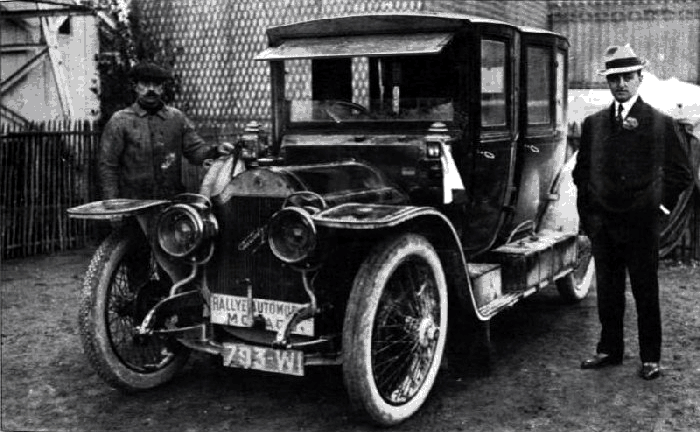
1911: Der spätere Sieger Henri Rougier mit seiner Turcat-Méry 20 CV

- 1911: Die erste Rallye Monte Carlo, initiiert von Albert I., beginnt. In Genf, Paris, Boulogne-sur-Mer, Berlin, Wien und Brüssel starten insgesamt 20 Teilnehmer in Richtung Monaco.
- 2001: Jutta Kleinschmidt gewinnt als erste Frau die Rallye Dakar.
- 2005: Der Fußballschiedsrichter Robert Hoyzer legt sein Amt nieder, nachdem Vorwürfe bekannt werden, er habe den Ausgang von ihm geleiteter Fußballspiele beeinflusst, um bei Fußballwetten Gewinne zu erreichen.
- 2012: Als bis dahin jüngste Weltumseglerin erreicht die 16-jährige Laura Dekker mit ihrem Segelboot „Guppy“ die Karibikinsel Sint Maarten.

Einträge von Leichtathletik-Weltrekorden befinden sich unter der jeweiligen Disziplin unter Leichtathletik.

## Geboren

### Vor dem 18. Jahrhundert
- 1082: Muhammad I. Tapar, Sultan der Großseldschuken
- 1338: Karl V., der Weise, König von Frankreich
- 1516: Georg Sigmund Seld, deutscher Jurist und Reichsvizekanzler
- 1532: Ludwig Helmbold, lutherischer Kirchenliederdichter
- 1537: Antonmaria Salviati, Kardinal der Römischen Kirche
- 1610: François Collignon, französischer Zeichner, Radierer, Kupferstecher und Verleger
- 1619: Anders Christensen Bording, dänischer Dichter
- 1637: Anton Hülse, deutscher Architekt des Barocks
- 1655: Johann Caspar von Völcker, deutscher Ingenieur, Architekt, Braunschweiger Festungsbaudirektor und Generalmajor
- 1659: Adriaen van der Werff, niederländischer Maler
- 1662: Franz Ehrenreich von Trauttmannsdorff, österreichischer Diplomat und Politiker
- 1666: Christian Müller, deutscher Pädagoge
- 1673: Johann Georg Fischer, deutscher Baumeister des Barock

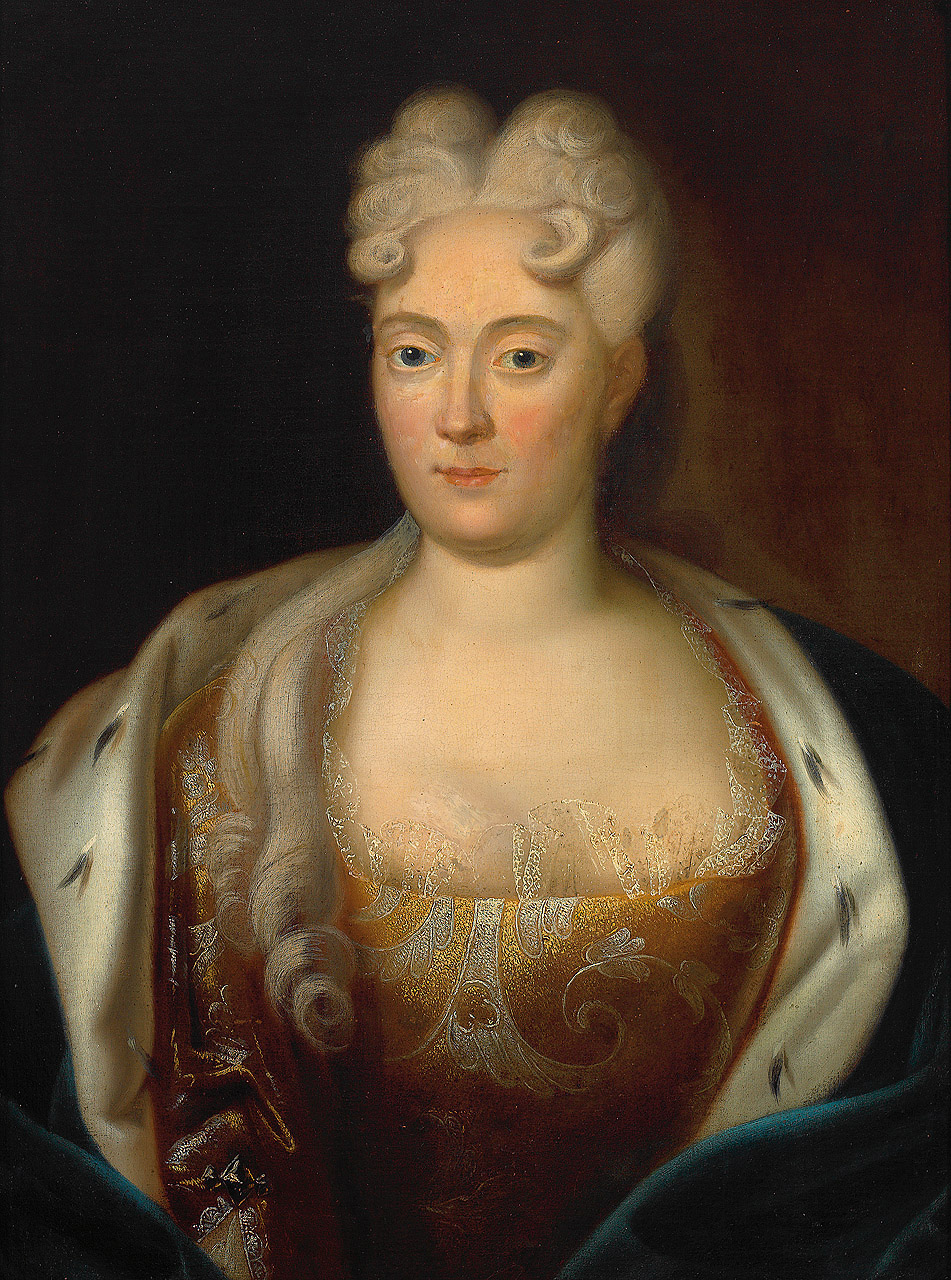
Franziska Sibylla Augusta von Sachsen-Lauenburg (* 1675)

- 1675: Franziska Sibylla Augusta von Sachsen-Lauenburg, Regentin von Baden

### 18. Jahrhundert
- 1714: Anna Morandi Manzolini, italienische Anatomin und Wachsbildnerin
- 1721: James Murray, britischer Soldat, Kolonialverwalter und Gouverneur der Provinz von Quebec und Gouverneur von Menorca
- 1723: Louis-Pierre Anquetil, französischer Historiker
- 1730: Johann Franz Christoph Steinmetz, deutscher evangelischer Theologe
- 1732: Friedrich Eugen, Herzog von Württemberg
- 1738: Ethan Allen, US-amerikanischer Freiheitskämpfer für die Unabhängigkeit Vermonts im Amerikanischen Unabhängigkeitskrieg
- 1747: Sophie von Coudenhoven, deutsche Adlige und Vertraute des Mainzer Kurfürsten Friedrich Karl Joseph von Erthal
- 1756: Claude François Chauveau-Lagarde, französischer Advokat
- 1756: Jean-Antoine Constantin, französischer Maler und Zeichner
- 1757: Elijah Paine, US-amerikanischer Politiker
- 1759: Caroline Adelheid Cornelia von Baudissin, deutsche Schriftstellerin
- 1761: Gottlieb Ernst August Mehmel, deutscher Philosoph
- 1763: Augustin Robespierre, französischer Politiker
- 1766: Vinzenz Hauschka, böhmischer Komponist
- 1769: Ignacio Allende, mexikanischer Aufständischer und Revolutionär
- 1771: Maximilian von Auersperg, österreichischer General der Kavallerie
- 1773: Clemens August Droste zu Vischering, Erzbischof des Erzbistums Köln
- 1777: Johann Heinrich Fuhr, deutscher Kaufmann
- 1778: Cornelis Adrianus van Enschut, niederländischer Rechtswissenschaftler
- 1778: Arnold Friedrich von Mieg, deutscher Politiker
- 1782: Jan Georg Bertelmann, niederländischer Komponist
- 1782: Jakob Cederström, schwedischer General und Politiker
- 1784: Georg Moller, deutscher Architekt und Stadtplaner
- 1784: Andrew Stevenson, US-amerikanischer Politiker, Sprecher des Repräsentantenhauses
- 1786: Michael Martin Lienau, deutscher Kaufmann und Lokalpolitiker
- 1791: Carl August Gadegast, Landwirt und Pionier der Merinoschafzucht in Deutschland
- 1794: Adolf Ludwig Follen, deutscher Burschenschafter, Schriftsteller und Verleger
- 1798: Jane Williams, Widmungsträgerin mehrerer Gedichte von Percy Bysshe Shelley
- 1800: Theodor Fliedner, deutscher evangelischer Pfarrer und Gründer der Kaiserswerther Diakonie, Mitbegründer der Diakonissenbewegung

### 19. Jahrhundert

#### 1801–1850
- 1802: Adolphe Monod, Schweizer Erweckungsprediger
- 1804: Moritz von Schwind, deutsch-österreichischer Maler
- 1810: Pierre de Failly, französischer General
- 1811: Roderich Benedix, deutscher Schauspieler, Theaterleiter und Stückeschreiber
- 1813: John C. Frémont, US-amerikanischer Entdecker

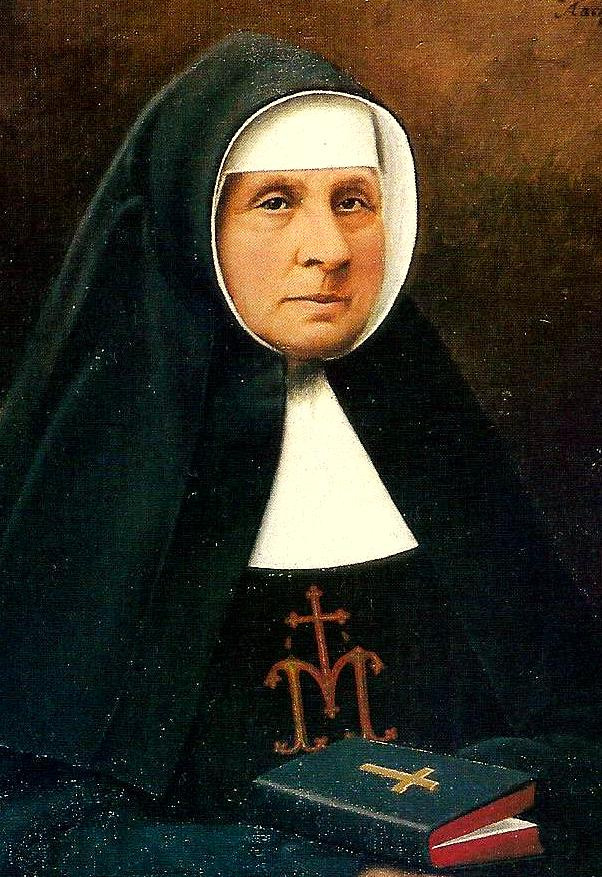
Josephine Koch (* 1815)

- 1815: Josephine Koch, deutsche Nonne und Ordensgründerin
- 1815: Horace Wells, US-amerikanischer Zahnarzt

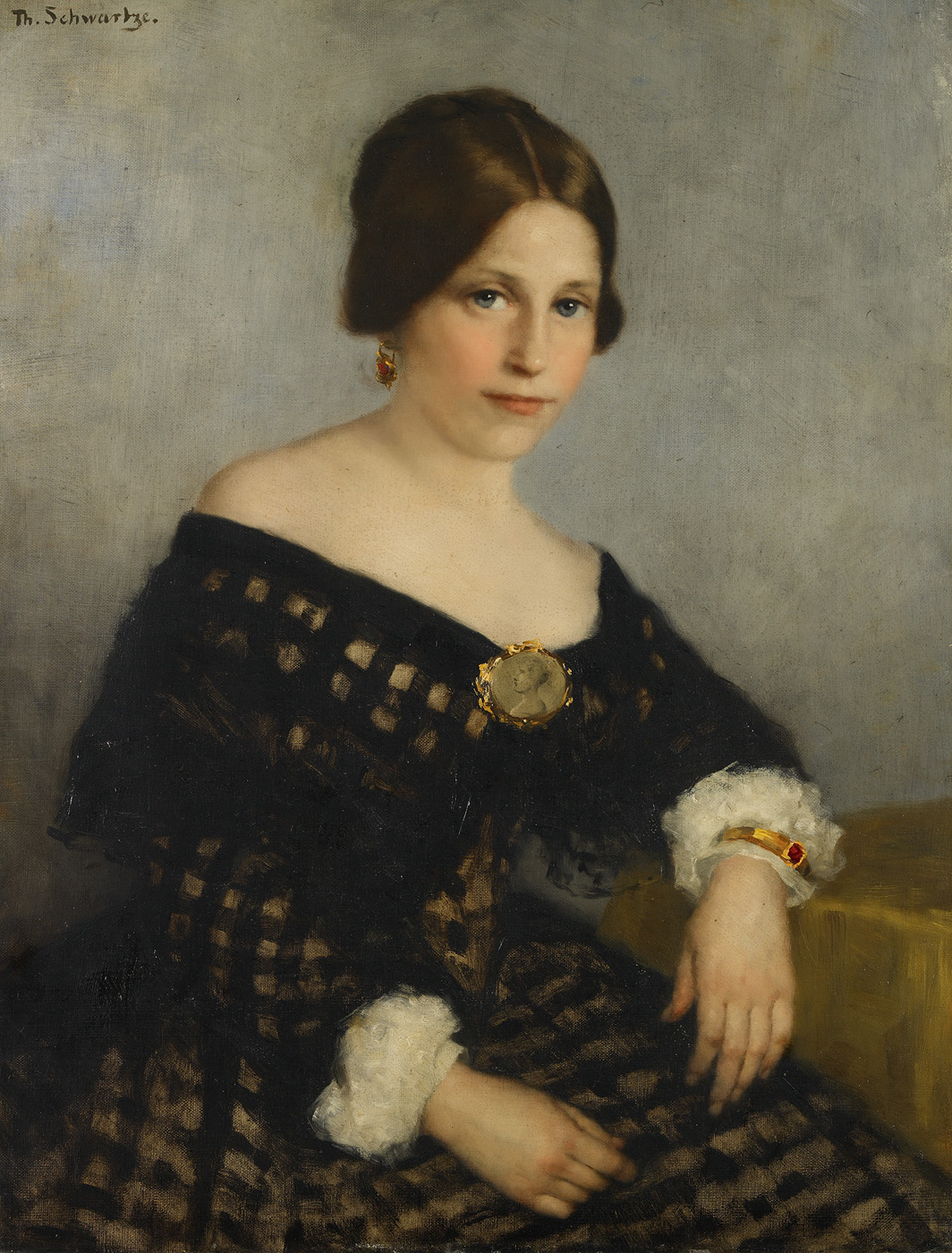
Sophia Adriana de Bruijn (* 1816)

- 1816: Sophia Adriana de Bruijn, niederländische Kunstsammlerin und Museumsgründerin
- 1820: Egide Walschaerts, belgischer Maschinenbau-Ingenieur
- 1824: Friedrich Feustel, deutscher Bankier, Förderer der Bayreuther Festspiele

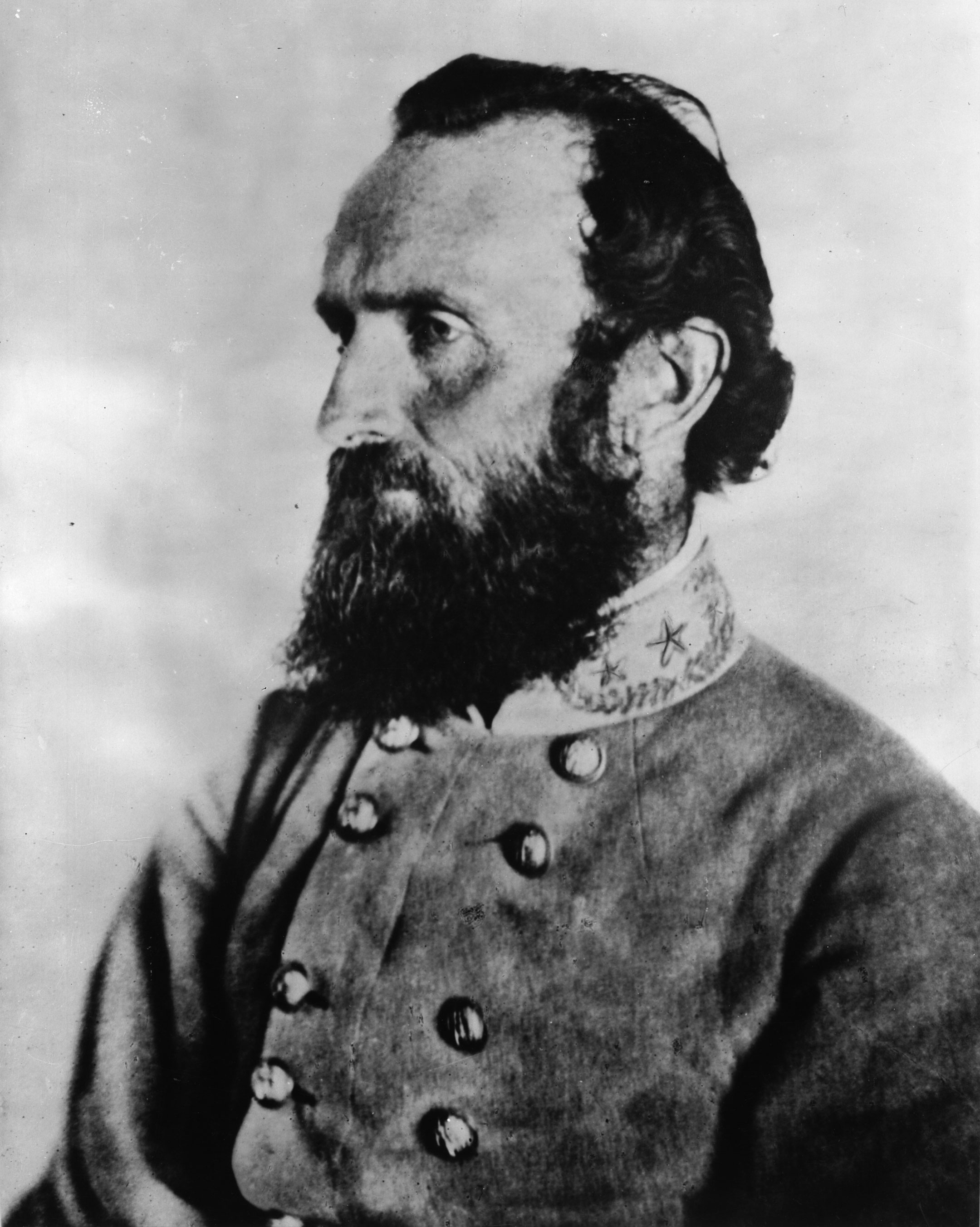
Thomas Jonathan Jackson (* 1824)

- 1824: Thomas Jonathan Jackson, US-amerikanischer Offizier, General der Konföderierten im Sezessionskrieg
- 1827: Joseph Charlot, französischer Komponist
- 1828: Friedrich Scheuchzer, Schweizer Mediziner, Redakteur und Politiker
- 1829: Paul Leopold Haffner, deutscher Theologe
- 1829: Oskar II., schwedischer und norwegischer König
- 1832: Jules Assézat, französischer Journalist, Verleger und Anthropologe
- 1832: Heinrich Honegger, Schweizer Jurist und Politiker
- 1833: Gottlob Theuerkauf, deutscher Maler und Lithograf
- 1836: Thomas McArthur Anderson, US-amerikanischer Offizier
- 1843: Émile Levassor, französischer Automobilpionier und Rennfahrer
- 1843: Theodor Otto, deutscher Ingenieur und Unternehmer
- 1846: Nathaniel Edwin Harris, US-amerikanischer Politiker, Gouverneur von Georgia
- 1846: Albert Lavignac französischer Musikwissenschaftler und Komponist
- 1848: Henri Duparc, französischer Komponist
- 1849: Józef Szczepkowski, polnischer Opernsänger
- 1850: Józef Ostrowski, polnischer Aristokrat, Großgrundbesitzer und Politiker

#### 1851–1900
- 1851: Giuseppe Allamano, italienischer Priester und Ordensgründer
- 1851ː Emma Dobigny, französisches Modell, u. a. von Corot und Degas
- 1854: Karl Julius Beloch, deutscher Althistoriker
- 1854: George Musgrove, australischer Opern- und Theaterunternehmer
- 1855: Rudolf Cronau, deutscher Journalist und Maler

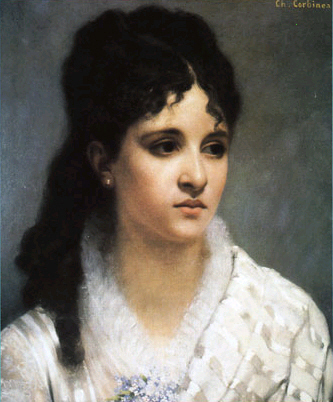
Mélanie Bonis (* 1858)

- 1858: Mélanie Bonis, französische Komponistin
- 1860: Emil Guggenheimer, deutscher Jurist und Großindustrieller
- 1862: Ewald Müller, deutscher Lehrer, Heimatdichter und Heimatforscher
- 1862: Lodovico Scarfiotti, italienischer Jurist und Unternehmer
- 1863: Albert Wahl, französischer Jurist und Hochschullehrer
- 1865: Richard Wirth, deutscher Jurist und Patentanwalt
- 1867: Iwan Iwanowitsch Kryschanowski, russischer Komponist

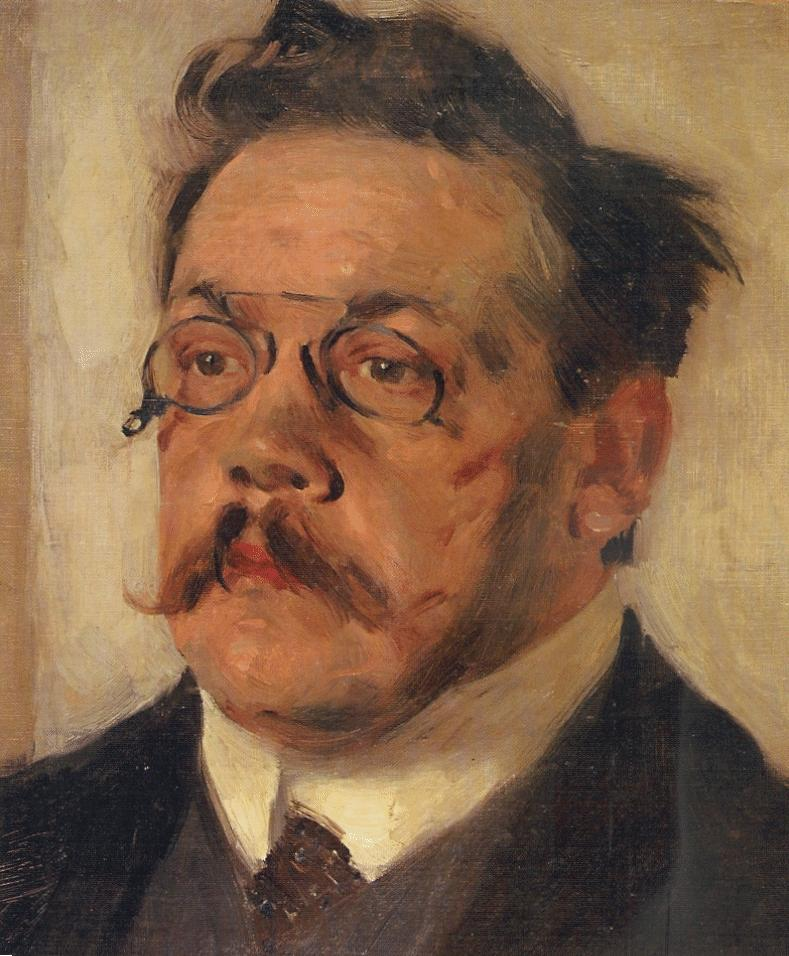
Ludwig Thoma (* 1867)

- 1867: Ludwig Thoma, deutscher Schriftsteller (Lausbubengeschichten, Ein Münchner im Himmel)
- 1868: Felix Hoffmann, deutscher pharmazeutischer Chemiker
- 1868: Ludwig Jacobowski, deutscher Lyriker, Schriftsteller und Publizist
- 1869: Grigori Jefimowitsch Rasputin, russischer Geistlicher und Wanderprophet
- 1874: René Louis Baire, französischer Mathematiker
- 1874: Johannes Warns, deutscher Theologe
- 1875: Johannes Lindworsky, deutscher Jesuit, Psychologe und Hochschullehrer
- 1876: Dietloff von Arnim, deutscher Kommunalpolitiker
- 1876ː Gertrud Cohn, deutsches Holocaustopfer
- 1876ː Amelia Pinto, italienische Opernsängerin
- 1876: Hedda Wagner, österreichische Schriftstellerin, Komponistin, Musikpädagogin und Frauenrechtlerin
- 1878: Egon Friedell, österreichischer Schriftsteller
- 1881: Fritz Freisler, österreichischer Schauspieler und Filmregisseur
- 1881: Emil Podszus, deutscher Physiker, Ingenieur, Erfinder und Konstrukteur hochwertiger Lautsprecher
- 1882: Pawel Alexandrowitsch Florenski, russischer Religionsphilosoph, Theologe, Mathematiker und Kunstwissenschaftler
- 1883: Olav Aukrust, norwegischer Lyriker

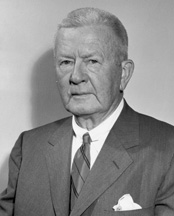
James H. Duff (* 1883)

- 1883: James H. Duff, US-amerikanischer Politiker
- 1885: Duncan Grant, britischer Maler
- 1885: André Lagache, französischer Automobilrennfahrer
- 1885: Umberto Nobile, italienischer Luftschiffpionier
- 1886: Wilhelm Sante, deutscher Senator und Ministerial-Oberinspektor
- 1887: Andrej Andrejew, russischer Filmarchitekt, Zeichner und Bühnenbildner
- 1887: Wolfgang Köhler, deutsch-US-amerikanischer Psychologe, Mitbegründer der Gestaltpsychologie
- 1887: Georges Vézina, kanadischer Eishockeyspieler
- 1888: Ernst Kapp, deutscher Altphilologe
- 1889: Hermann Glöckner, deutscher Maler und Bildhauer
- 1889: Giovanni Micheletto, italienischer Radrennfahrer
- 1890: Mauricio Galvao, deutscher Hockeyspieler
- 1890: Hertha Spielberg, deutsche Malerin
- 1891: Ivar Hellman, schwedischer Komponist und Dirigent
- 1891: Franz Sedlacek, deutsch-österreichischer Maler
- 1891: Timothy Mather Spelman, US-amerikanischer Komponist
- 1892ː Gisi Fleischmann, slowakische Widerstandskämpferin, Holocaustopfer
- 1892: Arthur Vollstedt, deutscher Eisschnellläufer
- 1894: Elias Lauf, grönländischer Politiker, Pastor und Redakteur
- 1895: Cristóbal Balenciaga, spanischer Modedesigner
- 1895: Hans Carl Nipperdey, deutscher Jurist
- 1896: Artur Anders, deutscher Politiker, MdB
- 1896: Paula Hitler, Schwester von Adolf Hitler
- 1897: Maurice Zundel, Schweizer Geistlicher, Theologe und Philosoph
- 1898: Rudolph Maté, US-amerikanischer Kameramann
- 1899: John Bodkin Adams, britischer Mediziner und Betrüger
- 1899: Hugo Mayer, deutscher Politiker, MdB
- 1899: Alexander Nikolajewitsch Tscherepnin, russischer Komponist
- 1900: Bernhard Rensch, deutscher Evolutionsbiologe
- 1900: Werner Schwarz, deutscher Bundesminister
- 1900: Eguchi Takaya, japanischer Tänzer

### 20. Jahrhundert

#### 1901–1925

Clärenore Stinnes (* 1901)

- 1901: Clärenore Stinnes, deutsche Rennfahrerin und Weltumrunderin
- 1901: Ricardo Zamora, spanischer Fußballspieler
- 1902: Hans Andre, österreichischer Bildhauer und Maler
- 1905: Eduardo Brito, dominikanischer Opern- und Zarzuelasänger (Bariton)
- 1905: Christian Dior, französischer Modeschöpfer
- 1905: Heinz Kähler, deutscher Archäologe
- 1905: Werner Neumann, deutscher Bachforscher
- 1905: Karl Wallenda, deutsch-amerikanischer Hochseilartist

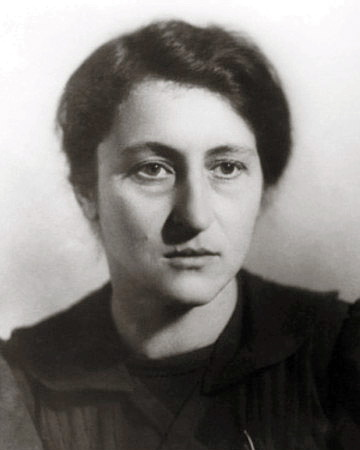
Wanda Wasilewska (* 1905)

- 1905: Wanda Wasilewska, polnische und sowjetische Politikerin
- 1906: Marjorie Beaty, amerikanische Mathematikerin
- 1908: Raymond D. Gary, US-amerikanischer Politiker
- 1908: Louise Rosenbaum, US-amerikanische Mathematikerin und Hochschullehrerin
- 1908: Bengt Strömgren, dänischer Astronom
- 1909: Fritz Polcar, österreichischer Politiker
- 1909: Todor Skalovski, mazedonischer Komponist
- 1910: Shantaram Govind Athavale, indischer Liedtexter, Filmregisseur, Dokumentarfilmer, Dichter und Autor
- 1910: Rosa Kellner, deutsche Leichtathletin, Olympiamedaillengewinnerin
- 1910: Albert Rosellini, US-amerikanischer Politiker
- 1911: Erich Angermann, deutscher Politiker

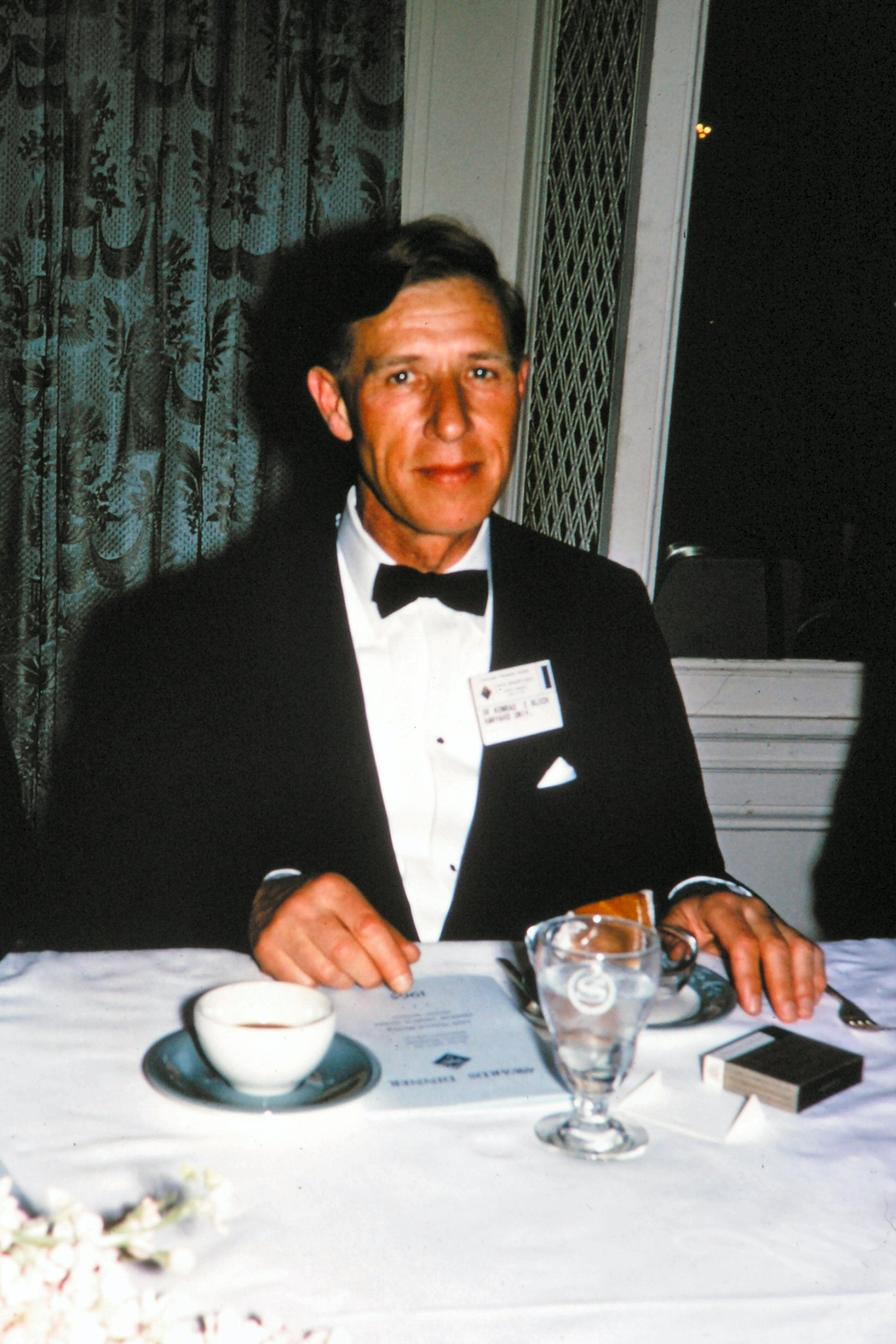
Konrad Bloch (* 1912)

- 1912: Konrad Bloch, deutscher Biochemiker, Nobelpreisträger
- 1912: Petermax Müller, deutscher Automobilrennfahrer und -händler
- 1916: Miquel Asins Arbó, spanischer Komponist, Dirigent und Lehrer
- 1916: René Hernández, kubanischer Pianist und Arrangeur
- 1916: Pietro Rava, italienischer Fußballspieler, Weltmeister und Olympiasieger
- 1916: Waltrude Schleyer, deutsche Krankengymnastin, Ehefrau von Hanns Martin Schleyer
- 1916: Félix Sienra, uruguayischer Segler und Sportfunktionär
- 1918: Antonio Janigro, italienischer Cellist, Dirigent und Hochschullehrer
- 1918: Richard Winters, US-amerikanischer Offizier
- 1920: Jack Groob, kanadischer Geiger und Dirigent
- 1920: Bert Grund, deutscher Filmkomponist

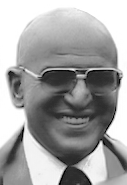
Telly Savalas (* 1922)

- 1922: Telly Savalas, US-amerikanischer Schauspieler
- 1922: Paul Scofield, britischer Schauspieler
- 1923: Jud Larson, US-amerikanischer Automobilrennfahrer
- 1924: Hermann Aichmair, österreichischer Hochschullehrer, Autor, Maler, Bildhauer und Sammler
- 1924: Şəfiqə Axundova, aserbaidschanische Komponistin
- 1924: Benny Hill, britischer Komiker
- 1925: Charles Aidman, US-amerikanischer Schauspieler
- 1925: George Connor, US-amerikanischer American-Football-Spieler

#### 1926–1950
- 1926: Truck Branss, deutscher Rundfunk- und Fernsehregisseur
- 1926: Franco Evangelisti, italienischer Komponist, Improvisationsmusiker und Musiktheoretiker
- 1927: Udo Walendy, deutscher Holocaustleugner
- 1928: Reynaldo Bignone, argentinischer General
- 1928: Regina Gebhard, deutsche Gebrauchsgrafikerin
- 1928: Brenton Langbein, australischer Geiger, Komponist und Lehrer
- 1928: Carol Beach York, US-amerikanische Autorin von Kinder- und Jugendliteratur
- 1929: Bibi Johns, schwedische Schlagersängerin
- 1929: Denis Sanders, US-amerikanischer Filmemacher, Oscarpreisträger
- 1930: John Campbell-Jones, britischer Automobilrennfahrer
- 1930: Norbert Johannimloh, deutscher Schriftsteller

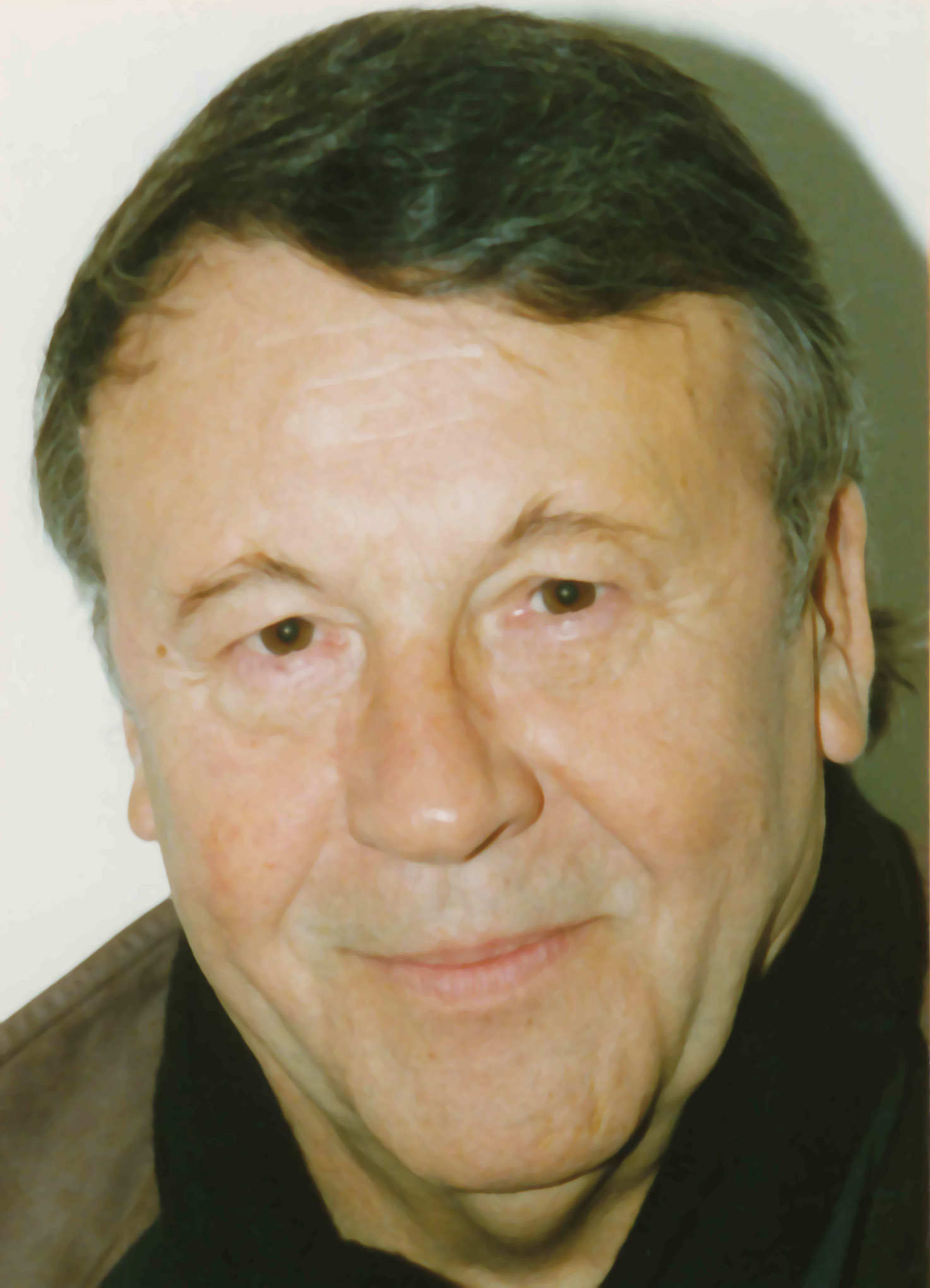
Günter Lamprecht (1930–2022)

- 1930: Günter Lamprecht, deutscher Schauspieler
- 1931: Manon Andreas-Grisebach, deutsche Literaturwissenschaftlerin, Übersetzerin und Politikerin
- 1931: Anatol Herzfeld, deutscher Bildhauer
- 1931ː Yoshiko Kuga, japanische Schauspielerin
- 1931: Günther Lüschen, deutscher Soziologe
- 1931: Heinz Luthringshauser, deutscher Motorradrennfahrer
- 1932: Christiane Olivier, französische Psychoanalytikerin und Autorin
- 1932: Eva Segmüller, Schweizer Politikerin
- 1933: Habib Thiam, senegalesischer Ministerpräsident
- 1933: Lauro Toneatto, italienischer Fußballspieler und -trainer
- 1934: Franz Böhmert, deutscher Sportfunktionär
- 1935: Cheíto González, puerto-ricanischer Sänger, Gitarrist und Komponist
- 1937: Judit Ágoston-Mendelényi, ungarische Florettfechterin
- 1937: Zbigniew Bargielski, polnischer Komponist
- 1937: Reinhard Reichhelm, deutscher Brigadegeneral
- 1938: Jim Anderton, neuseeländischer Politiker
- 1938: Romano Fogli, italienischer Fußballspieler und -trainer

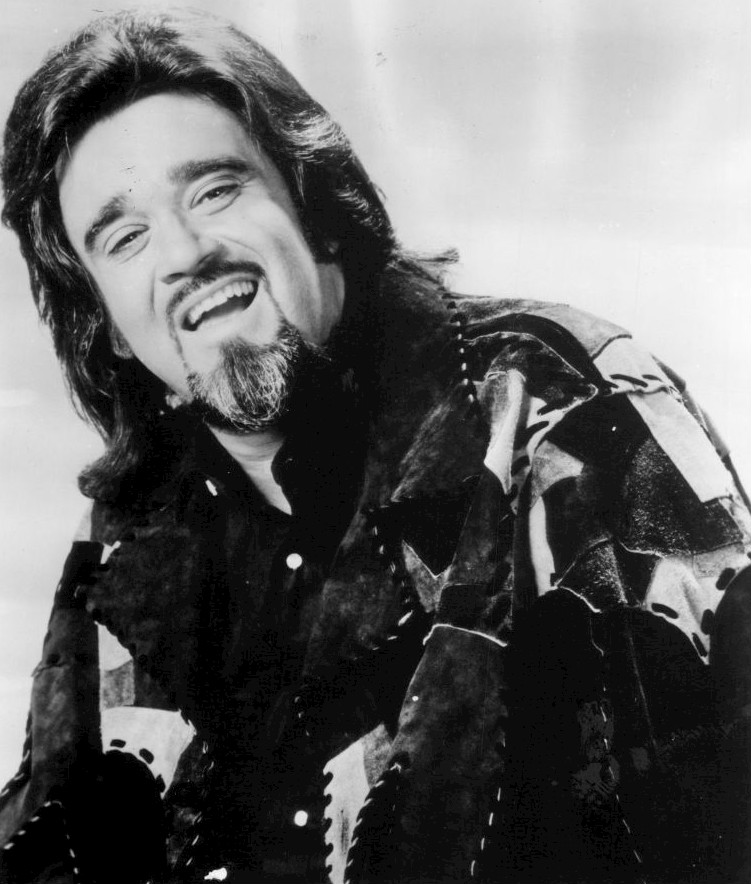
Wolfman Jack (* 1938)

- 1938: Wolfman Jack, US-amerikanischer Discjockey
- 1939: Luis Aróstegui, spanischer Ordensgeistlicher
- 1939: Paul Genevay, französischer Sprinter
- 1939: Engelbert Kupka, deutscher Politiker, MdL
- 1939: Friedel Lutz, deutscher Fußballspieler

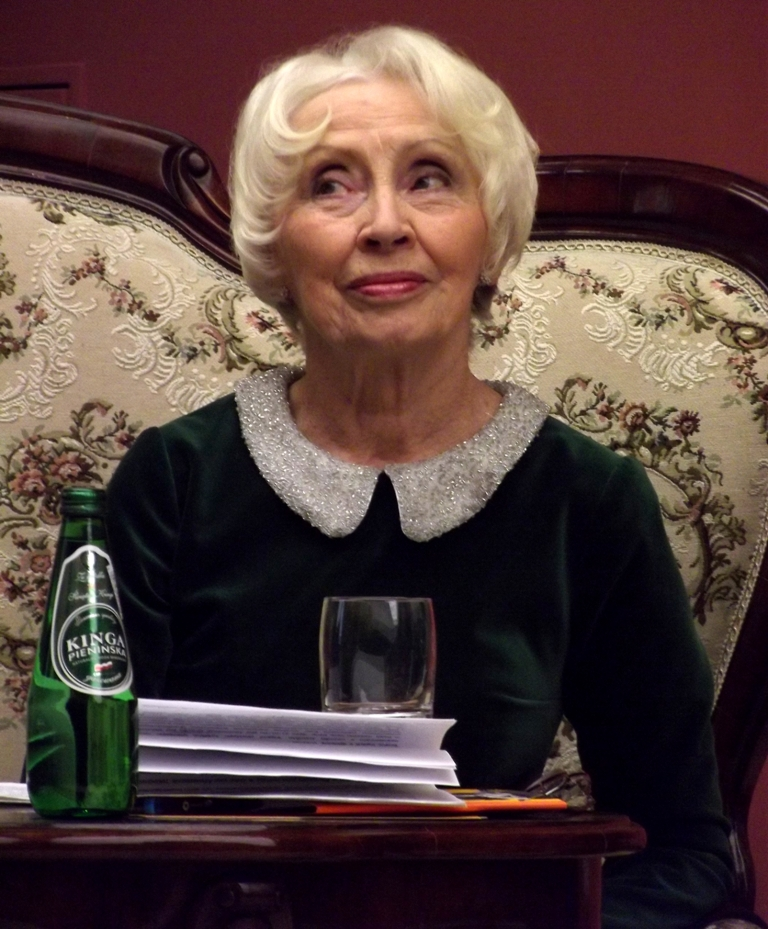
Anna Polony (* 1939)

- 1939: Anna Polony, polnische Schauspielerin
- 1940: Peter Lauster, deutscher Psychologe
- 1940: Jack Nicklaus, US-amerikanischer Golfer
- 1941: Plácido Domingo, spanischer Opernsänger (Tenor)
- 1941: Richie Havens, US-amerikanischer Folk-Sänger
- 1941: Stathis Giallelis, griechischer Schauspieler
- 1941: Harald Kahl, deutscher Politiker
- 1941: Elaine Showalter, US-amerikanische Medizinhistorikerin, Literaturwissenschaftlerin und Feministin
- 1942: Freddy Breck, deutscher Schlagersänger
- 1942: Edwin Starr, US-amerikanischer Soul-Sänger
- 1943: Arnar Jónsson, isländischer Schauspieler
- 1943: Heinz Magenheimer, österreichischer Militärhistoriker

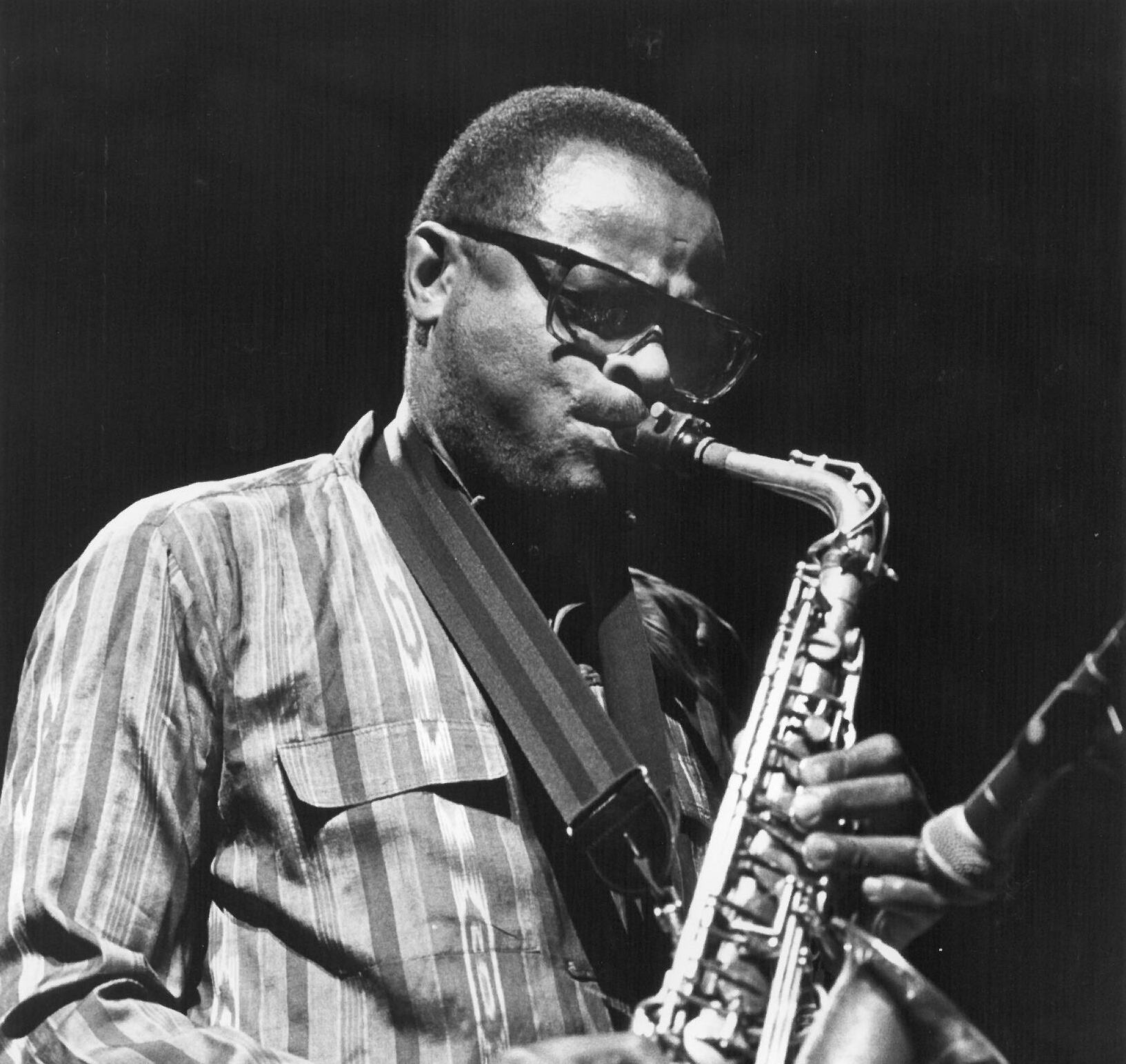
Steve Potts (* 1943)

- 1943: Steve Potts, US-amerikanischer Jazzsaxophonist
- 1944: Jack Henry Abbott, US-amerikanischer Kapitalverbrecher und Schriftsteller
- 1944: Neely Bruce, US-amerikanischer Komponist, Dirigent, Pianist, Musikwissenschaftler und -pädagoge
- 1944: Anna Dünnebier, deutsche Schriftstellerin
- 1944: Hasso Plattner, deutscher Unternehmer und Mäzen
- 1945: Christopher Ameyaw-Akumfi, ghanaischer Hochschullehrer und Politiker
- 1945: Wilm Herlyn, deutscher Journalist, Chefredakteur der dpa
- 1945: Peter Konwitschny, deutscher Opernregisseur
- 1945: Eberhard Prüter, deutscher Schauspieler und Synchronsprecher
- 1945: Kristian Schultze, deutscher Komponist, Arrangeur, Keyboarder und Musikproduzent
- 1945: Martin Shaw, britischer Schauspieler

Nella Martinetti (* 1946)

- 1946: Nella Martinetti, Schweizer Sängerin, Komponistin und Texterin
- 1946: Johnny Oates, US-amerikanischer Baseballspieler
- 1947: Andrzej Bachleda-Curuś, polnischer Skirennläufer
- 1947: Cherith Baldry, britische Schriftstellerin, Mitglied des Autorenteams Erin Hunter
- 1947: Pye Hastings, britischer Musiker
- 1947: Michel Jonasz, französischer Sänger und Songschreiber
- 1948: Pete Kircher, britischer Schlagzeuger

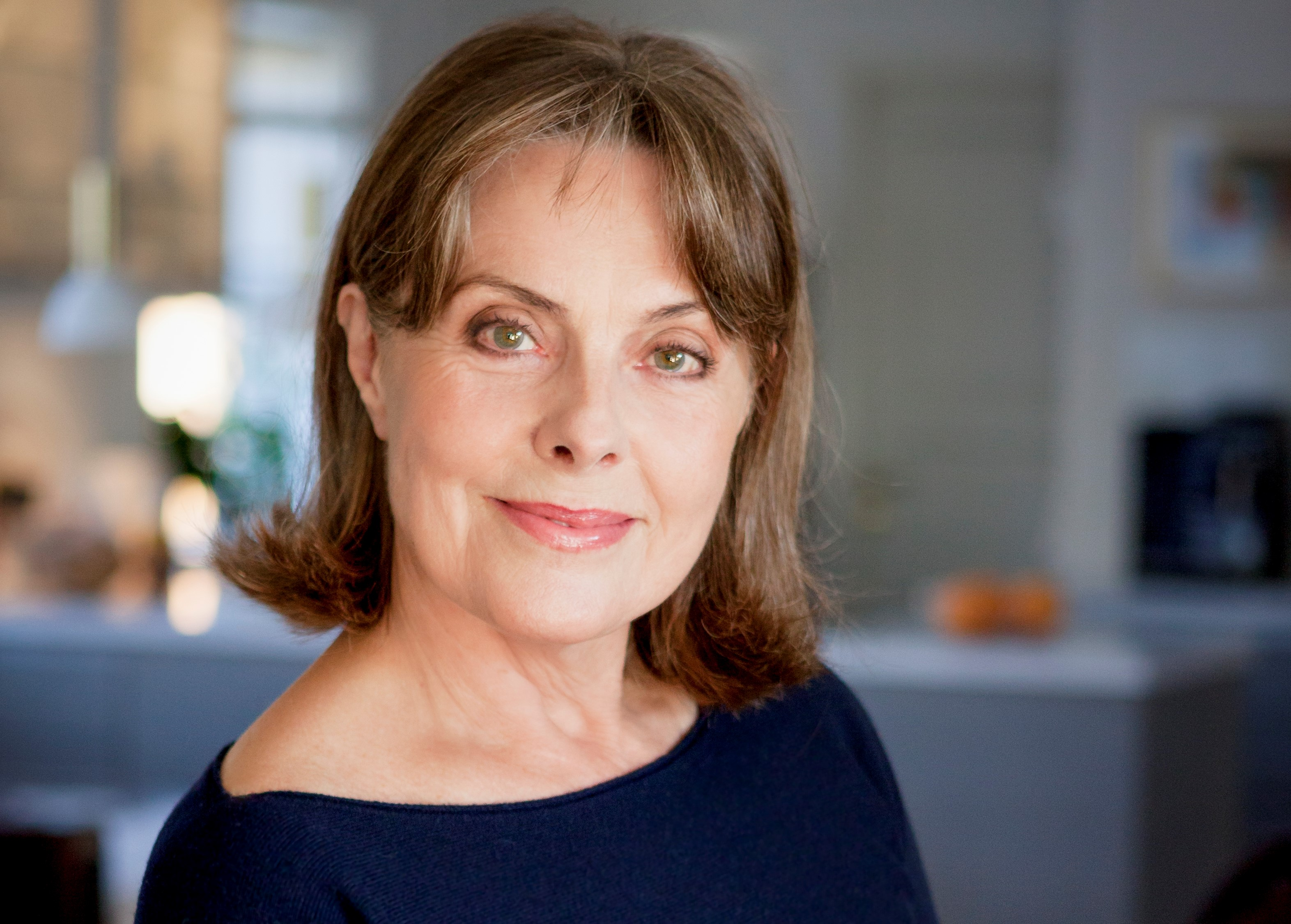
Kristín Marja Baldursdóttir (* 1949)

- 1949: Kristín Marja Baldursdóttir, isländische Schriftstellerin
- 1949: Adelquis Remón Gay, kubanischer Schachspieler
- 1950: Agnes van Ardenne, niederländische Politikerin
- 1950: Marion Becker, deutsche Leichtathletin, Olympiamedaillengewinnerin
- 1950: Andrzej Chłopecki, polnischer Musikwissenschaftler und -kritiker
- 1950: Patrick Leclercq, deutscher Journalist
- 1950: Silke Maier-Witt, deutsche Krankenschwester, Psychologin, RAF-Terroristin

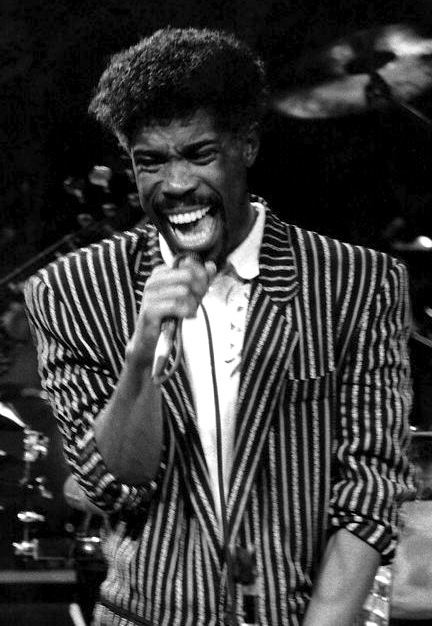
Billy Ocean (* 1950)

- 1950: Billy Ocean, Popsänger aus Trinidad

#### 1951–1975
- 1951: Eric Holder, US-amerikanischer Politiker
- 1951: Karl Zimmermann, deutscher Politiker, MdL
- 1952: Werner Grissmann, österreichischer Skirennläufer
- 1952: Otto Höschle, deutsch-schweizerischer Schriftsteller und Übersetzer
- 1952: Karl Timmermann, deutscher Sänger und Texter, Komponist und Produzent
- 1953: Paul Allen, US-amerikanischer Unternehmer, Mitbegründer des Unternehmens Microsoft
- 1953: Wolfgang Ludwig Werner, deutscher Tropenforscher
- 1954: Paweł Arndt, polnischer Politiker

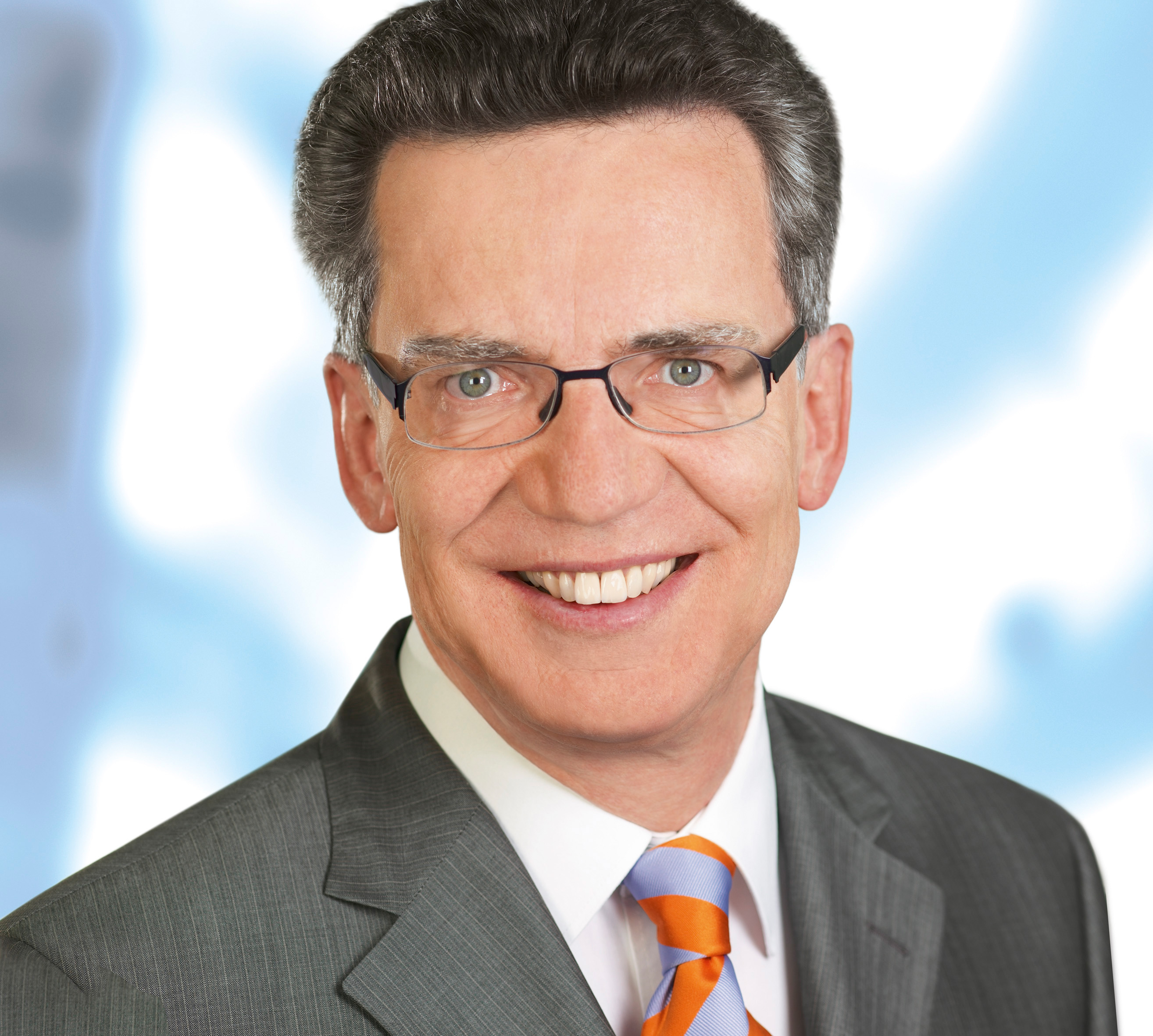
Thomas de Maizière (* 1954)

- 1954: Thomas de Maizière, deutscher Politiker, Bundesminister
- 1955: Peter Fleming, US-amerikanischer Tennisspieler
- 1955: Jeff Koons, US-amerikanischer Künstler
- 1955: Nikolina Schterewa, bulgarische Leichtathletin

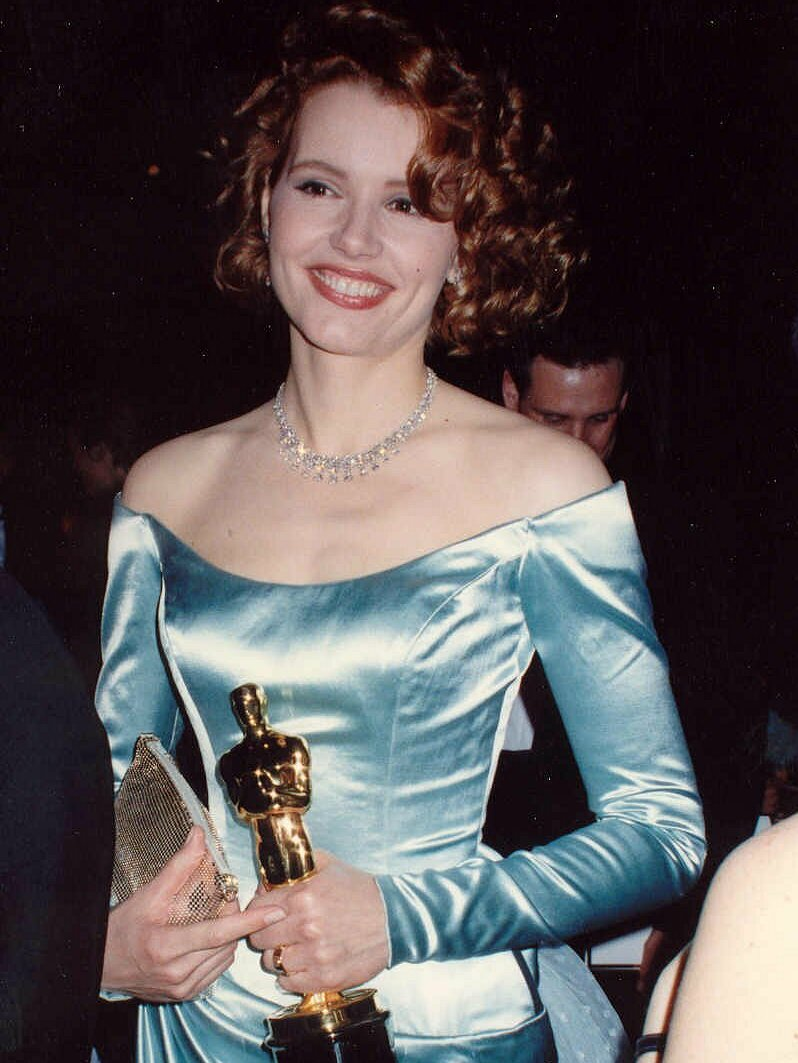
Geena Davis (* 1956)

- 1956: Geena Davis, US-amerikanische Schauspielerin
- 1956: Ásmundur Friðriksson, isländischer Politiker
- 1956: Jürgen Kehrer, deutscher Schriftsteller von Kriminalromanen
- 1956: Gerhard Schurz, österreichischer Philosoph
- 1957: Rainer Laupichler, deutscher Schauspieler
- 1957: Dan Ziegler, deutscher Mediziner
- 1958: Klaus Thiele, deutscher Leichtathlet, Olympiamedaillengewinner
- 1958: Frank Ticheli, US-amerikanischer Komponist und Musikpädagoge
- 1959: Günter Nooke, deutscher Politiker und DDR-Oppositioneller
- 1959: Katharina Oguntoye, deutsche Schriftstellerin, Historikerin, LGBT-Aktivistin

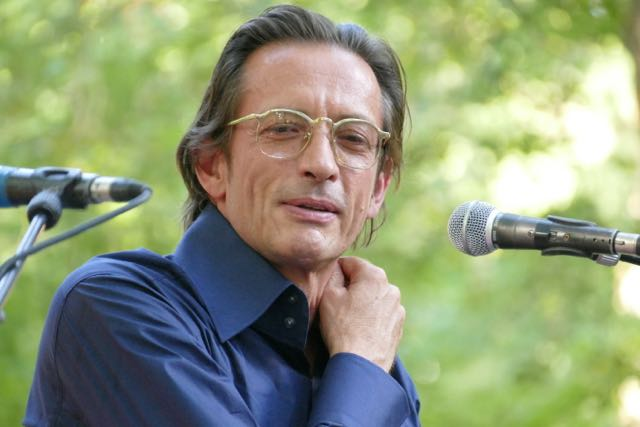
Oskar Roehler (* 1959)

- 1959: Oskar Roehler, deutscher Filmregisseur
- 1960: Israel Akopkochjan, sowjetischer Boxer
- 1960: Jacek Wójcicki, polnischer Sänger und Schauspieler
- 1961: Manfred Müller, deutscher Lokalpolitiker
- 1961: Cornelia Pröll, österreichische Skirennläuferin
- 1962: Miroslav Konôpka, slowakischer Automobilrennfahrer
- 1962: Dalia Kuodytė, litauische Historikerin und Politikerin
- 1962: Steve McNeil, kanadischer Eishockeyspieler
- 1962: Gabriele Pin, italienischer Fußballspieler und -trainer
- 1962: Marie Trintignant, französische Schauspielerin
- 1963: Jun-San Chen, taiwanesischer Rennstallbesitzer und Automobilrennfahrer
- 1963: Bernd Hoffmann, deutscher Sportfunktionär
- 1963: Hakeem Olajuwon, US-amerikanischer Basketballspieler
- 1963: Detlef Schrempf, deutscher Basketballspieler
- 1964: Andreas Bauer, deutscher Skispringer
- 1964: Marianne Tritz, deutsche Politikerin und Lobbyistin

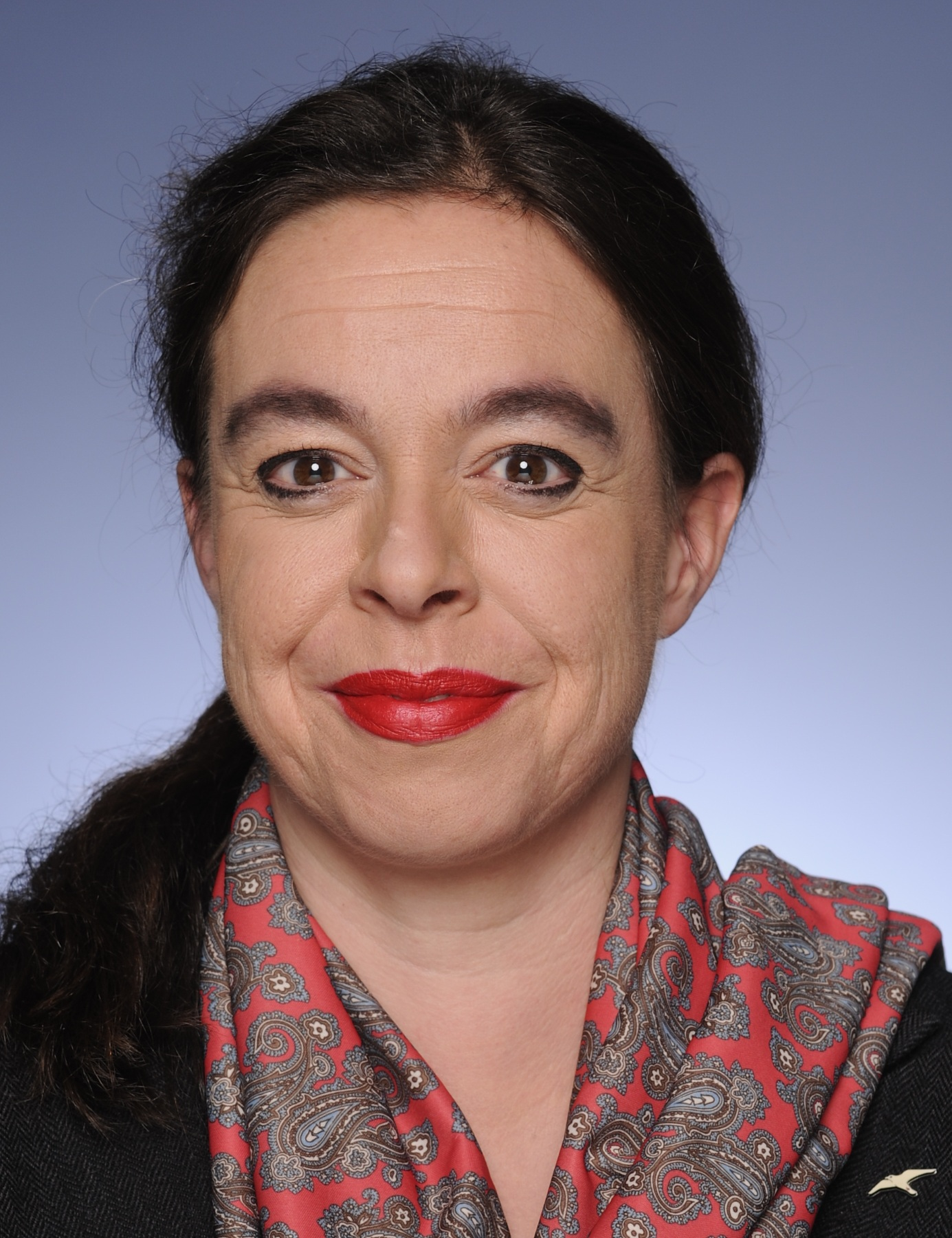
Peri Arndt (* 1965)

- 1965: Peri Arndt, deutsche Musikerin und Politikerin
- 1965: Robert Del Naja, britischer Musiker und Künstler
- 1965: Jam Master Jay, US-amerikanischer Hip-Hop-Musiker
- 1965: Christine Paul, deutsche Fußballspielerin
- 1965: Manfred Stücklschwaiger, deutscher Schauspieler
- 1967: Konstantin Weniaminowitsch Astrachanzew, russischer Eishockeyspieler
- 1969: Mike Arnold, deutscher Skispringer
- 1969: Karina Lombard, US-amerikanische Schauspielerin
- 1969: Birgit Peter, deutsche Handballspielerin
- 1970: Alen Bokšić, kroatischer Fußballspieler
- 1970: Michael Jakosits, deutscher Sportler
- 1970: Ken Leung, US-amerikanischer Schauspieler
- 1970: Marian van de Wal, niederländisch-andorranische Sängerin
- 1971: Per-Willy Amundsen, norwegischer Politiker
- 1971: Alan McManus, britischer Snookerspieler
- 1971: Auvita Rapilla, papua-neuguineische Sportfunktionärin
- 1972: Michael Ludwig Heryanto Arbi, indonesischer Badmintonspieler
- 1972: Sead Kapetanović, bosnisch-herzegowinischer Fußballspieler

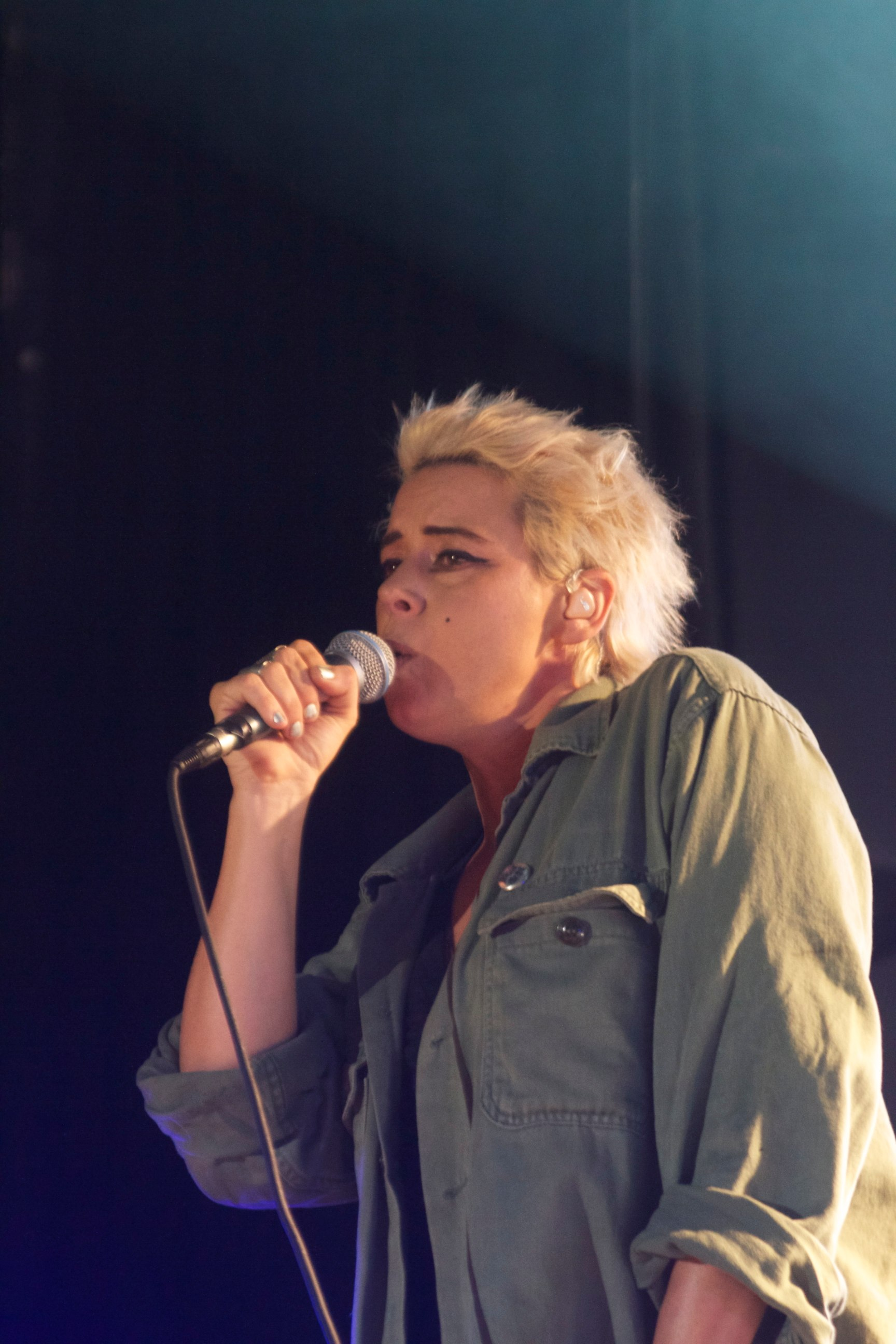
Cat Power (* 1972)

- 1972: Cat Power, US-amerikanische Songwriterin
- 1972: Sabina Valbusa, italienische Skilangläuferin
- 1972: Javier Yubero, spanischer Fußballspieler
- 1974: Malena Alterio, argentinisch-spanische Schauspielerin
- 1974: Remy-Luc Auberjonois, US-amerikanischer Schauspieler
- 1974: Kim Dotcom, deutscher Hacker und Unternehmer
- 1974: Alexandre Sperafico, brasilianischer Rennfahrer
- 1975: Yūji Ide, japanischer Automobilrennfahrer

#### 1976–2000
- 1976: Amin Asikainen, finnischer Profiboxer
- 1976: Alexander Bommes, deutscher Handballspieler und Fernsehmoderator

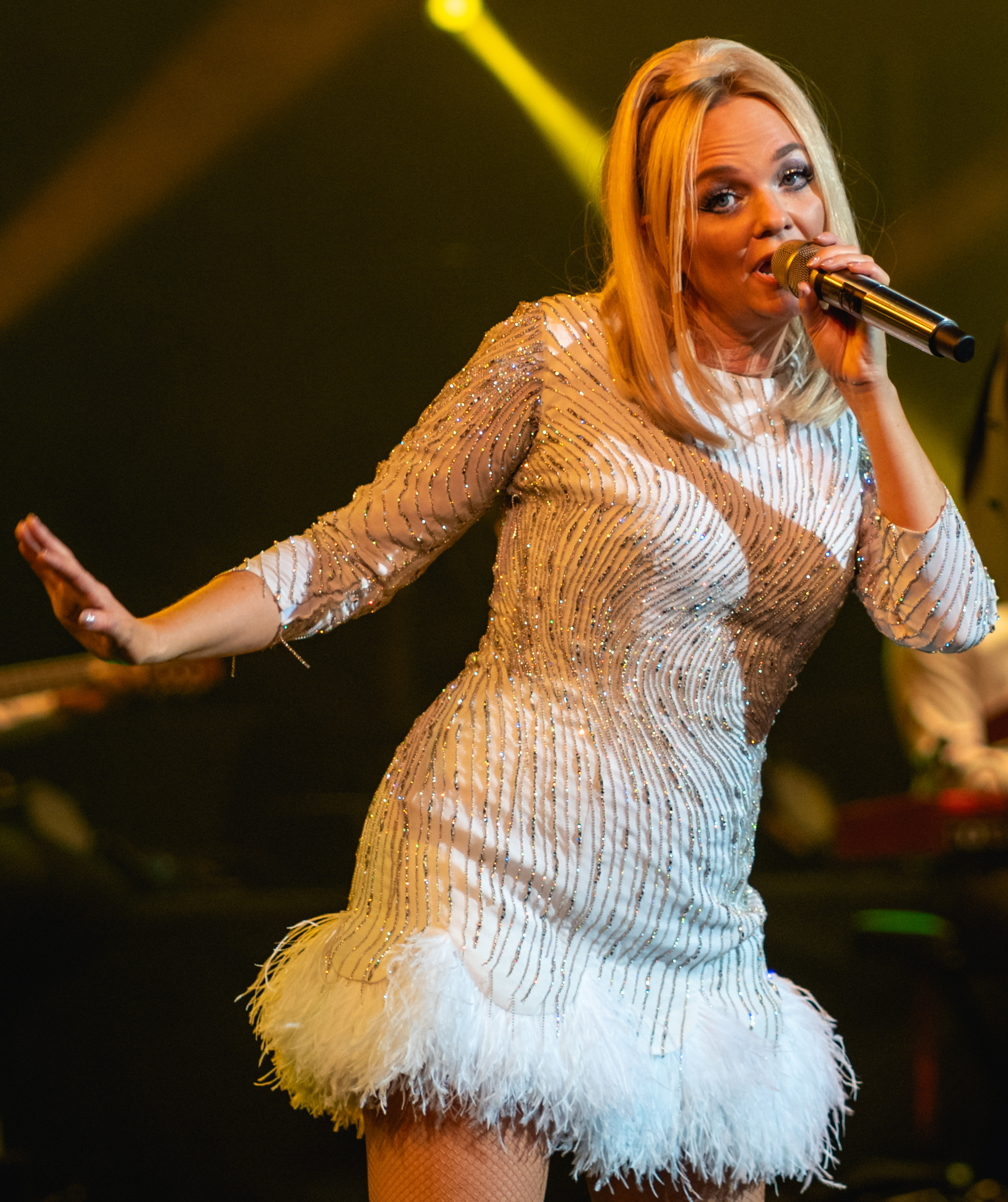
Emma Bunton (* 1976)

- 1976: Emma Bunton, britische Sängerin
- 1976: Lars Eidinger, deutscher Schauspieler
- 1976: Igors Stepanovs, lettischer Fußballspieler
- 1977: Ben Birchall, britischer Motorradrennfahrer
- 1977: Bradley Carnell, südafrikanischer Fußballspieler
- 1977: Scott King, kanadischer Eishockeyspieler
- 1977: Kirsten Klose, deutsche Hammerwerferin
- 1977: Phil Neville, englischer Fußballspieler
- 1977: Ralf Schmitt, deutscher Fußballspieler
- 1977: Jerry Trainor, US-amerikanischer Schauspieler
- 1978: Faris Al-Sultan, deutscher Triathlet
- 1978: Edita Malovčić, österreichische Schauspielerin und Sängerin
- 1979: Sebastian Schindzielorz, deutscher Fußballspieler
- 1980: Fernando de Moraes, brasilianisch-australischer Fußball- und Futsalspieler
- 1980: Maria Popistașu, rumänische Schauspielerin
- 1981: Marko Babić, kroatischer Fußballspieler
- 1981: Ivan Ergić, serbisch-australisch-schweizerischer Fußballspieler
- 1981: Roberto Guana, italienischer Fußballspieler
- 1981: Dany Heatley, kanadischer Eishockeyspieler
- 1982: Manuel Hobiger, deutscher Seismologe, Vulkanexperte und Quizspieler
- 1982: Nicolas Mahut, französischer Tennisspieler
- 1982: Simon Rolfes, deutscher Fußballspieler
- 1983: Victor Leandro Bagy, brasilianischer Fußballspieler
- 1983: Swetlana Wiktorowna Chodtschenkowa, russische Schauspielerin
- 1983: Matthias Karbowski, deutscher Handballspieler

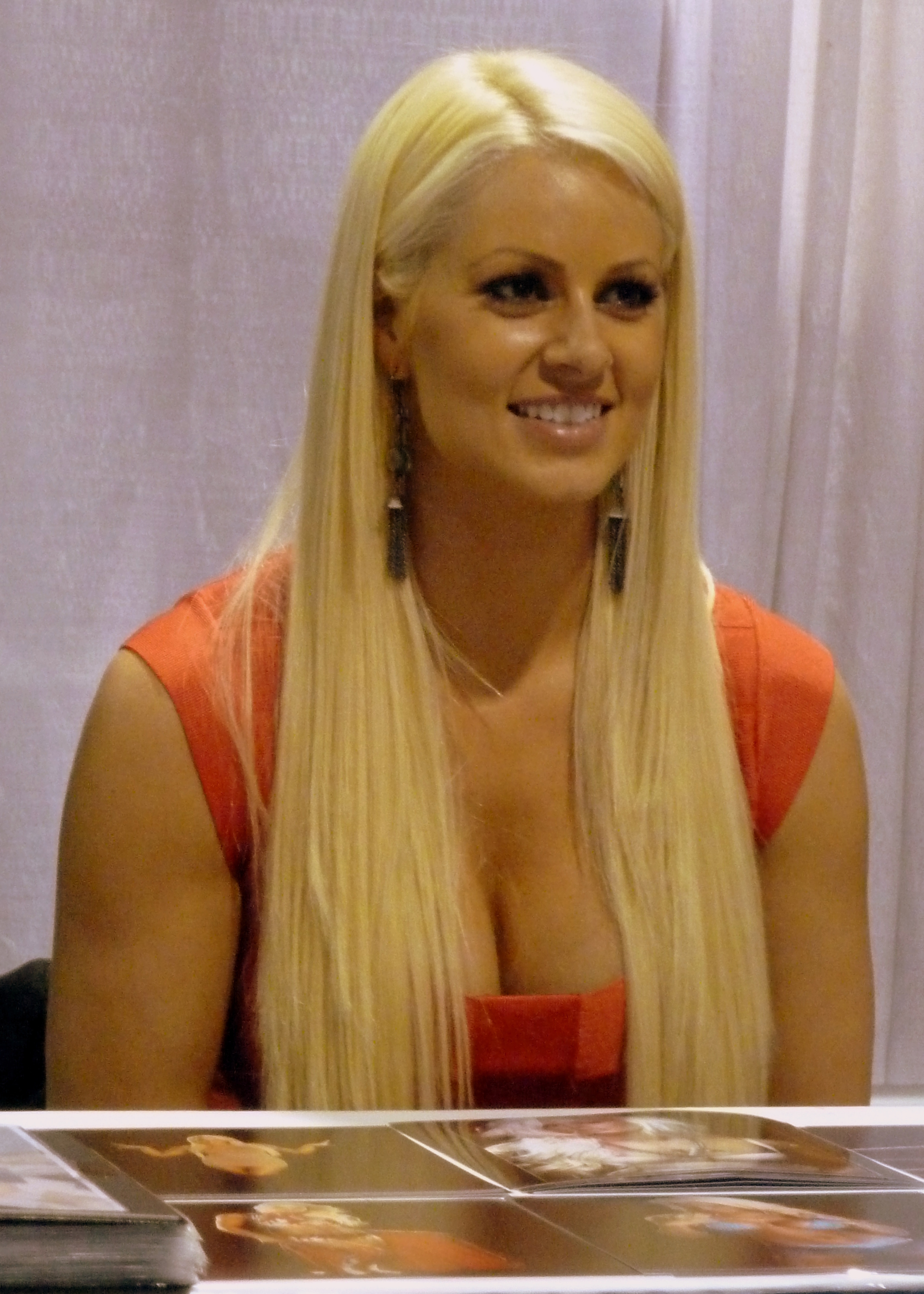
Maryse Ouellet (* 1983)

- 1983: Maryse Ouellet, kanadische Wrestlerin und Model
- 1983: Rapsody, US-amerikanische Rapperin
- 1983: Moritz Volz, deutscher Fußballspieler
- 1984: Amy Cragg, US-amerikanische Langstreckenläuferin
- 1984: James Cottingham, britischer Unternehmer und Autorennfahrer
- 1984: Timo Salzer, deutscher Handballspieler

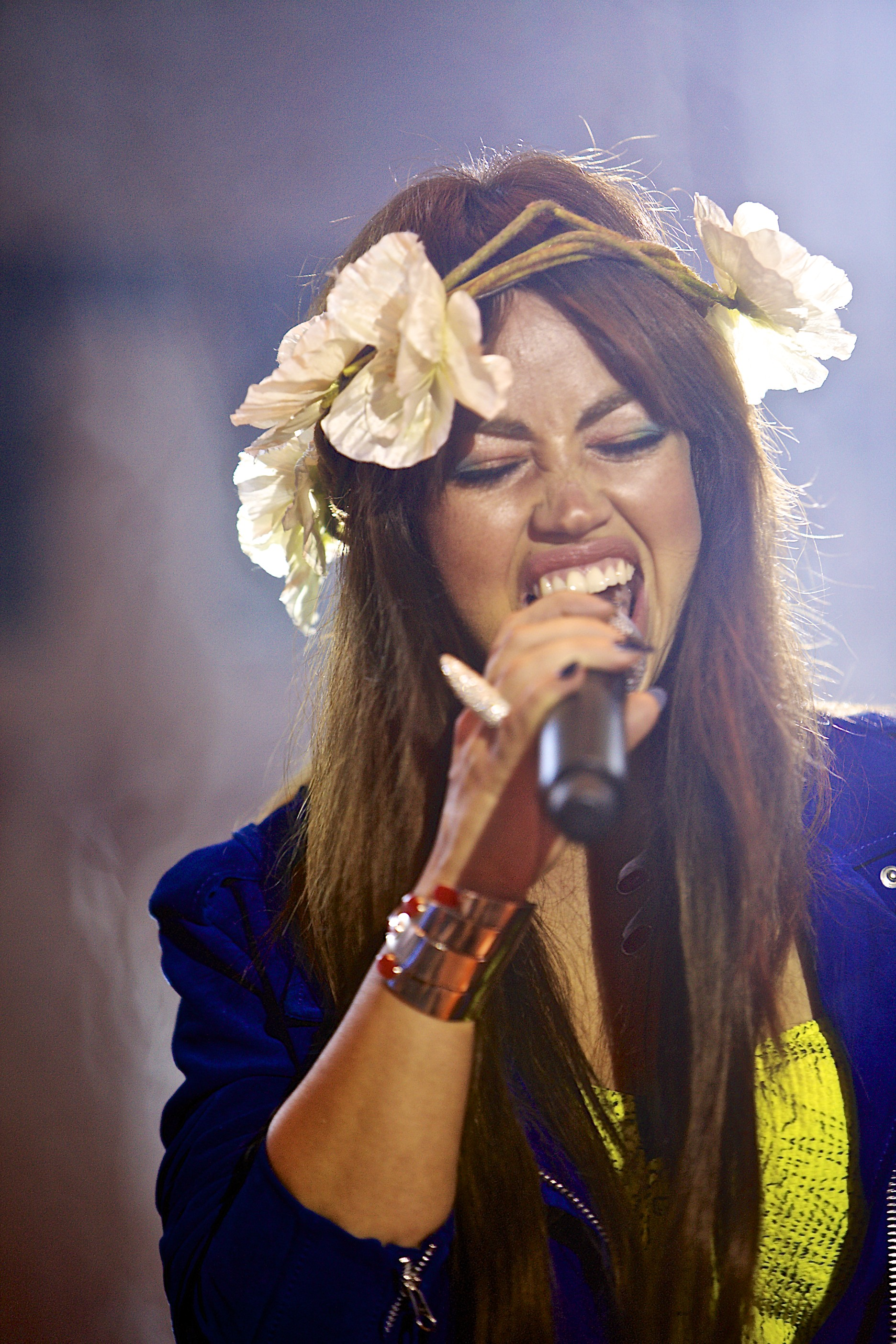
Aura Dione (* 1985)

- 1985: Aura Dione, dänische Singer-Songwriterin
- 1986: Arif Karaoglan, deutsch-türkischer Fußballspieler
- 1986: Mike Taylor, US-amerikanischer Basketballspieler
- 1987: Lachlan Norris, australischer Radrennfahrer
- 1988: Tim Henkel, deutscher Handballspieler
- 1988: Nemanja Tomić, serbischer Fußballspieler
- 1988: Merle Wasmuth, deutsche Schauspielerin
- 1989: Nareh Arghamanyan, armenische Pianistin
- 1989: Henrich Mchitarjan, armenischer Fußballspieler
- 1990: Christoph Freitag, österreichischer Fußballspieler
- 1990: Kelly Rohrbach, US-amerikanisches Model und Schauspielerin
- 1990: Jacob Smith, US-amerikanischer Schauspieler

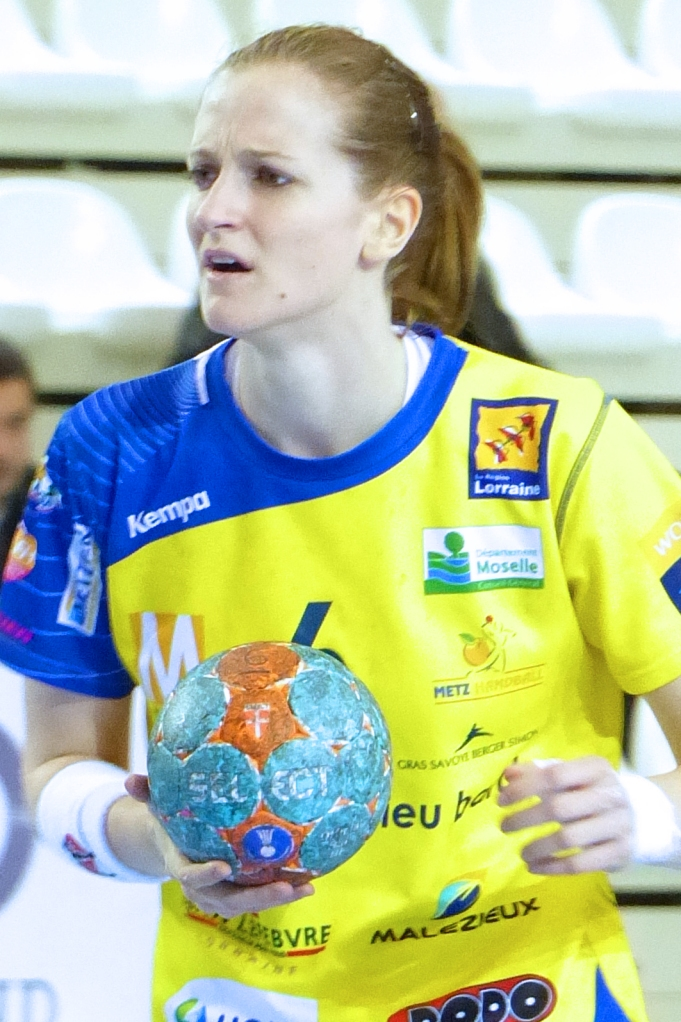
Ana Gros (* 1991)

- 1991: Ana Gros, slowenische Handballspielerin
- 1991: Jan Hirt, tschechischer Radrennfahrer
- 1991: Quirin Moll, deutscher Fußballspieler
- 1991: Xavier Quevedo, venezolanischer Radrennfahrer
- 1992: Migdalía Rodríguez Chirino, venezolanische Fußballschiedsrichterassistentin
- 1993: Wincent Weiss, deutscher Popsänger

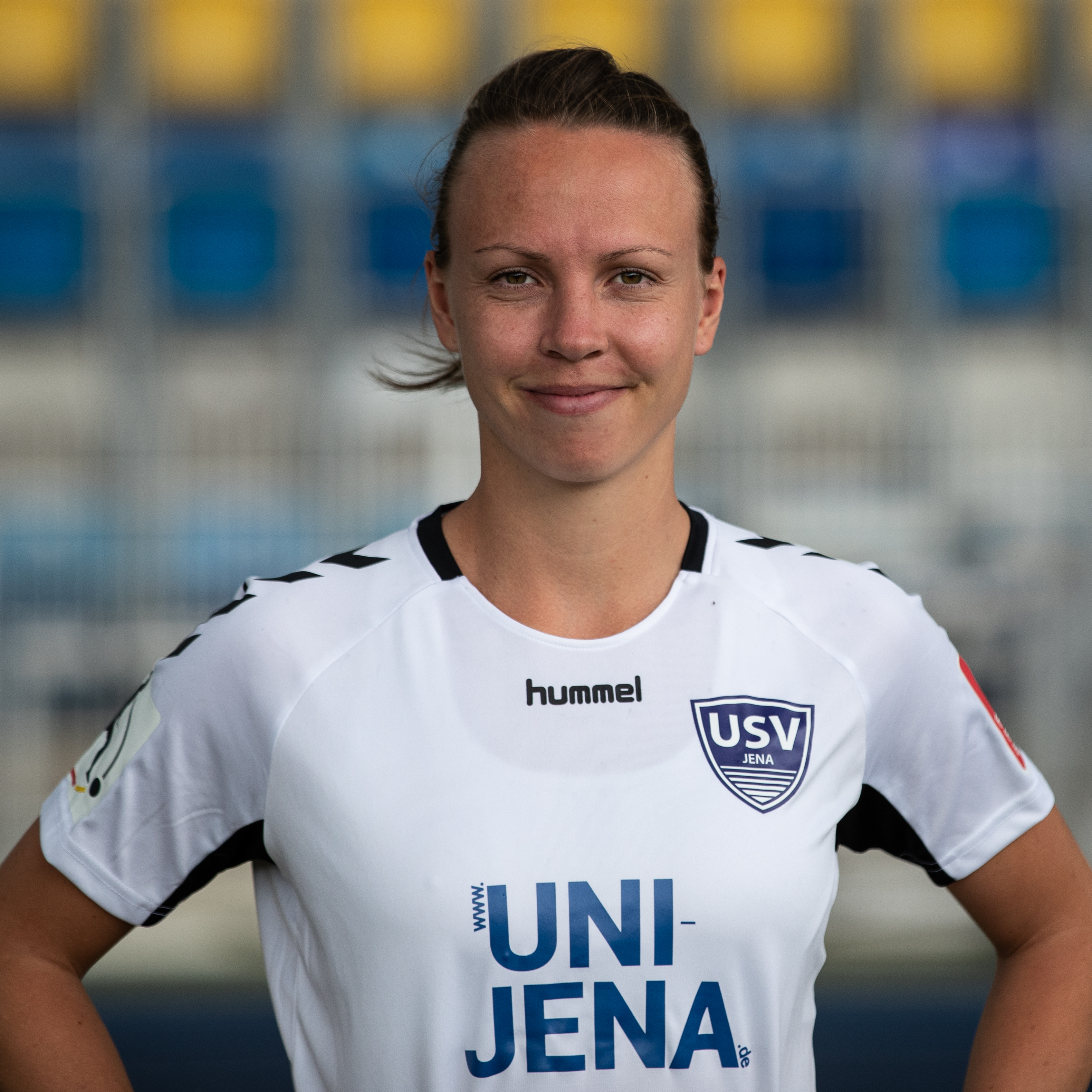
Jana Petříková (* 1993)

- 1993: Jana Petříková, tschechische Fußballspielerin
- 1994: Amin Affane, schwedischer Fußballspieler
- 1994: Marny Kennedy, australische Schauspielerin
- 1994: Laura Robson, britische Tennisspielerin
- 1994: Daniel Stanese, kanadisch-amerikanischer Fußballspieler
- 1994: Booboo Stewart, US-amerikanischer Schauspieler, Sänger und Kampfsportler
- 1995: Patrick Erras, deutscher Fußballspieler
- 1995: Andrew Watson, britischer Rennfahrer
- 1996: Marco Asensio, spanischer Fußballspieler
- 1996: Julia Leitinger, österreichische Biathletin
- 1996: Florian Wilmsmann, deutscher Freestyle-Skier
- 1998: Darryn Binder, südafrikanischer Motorradrennfahrer
- 1998: Jannes Vollert, deutscher Fußballspieler
- 1999: Erik Kvernberg, norwegischer Telemarker
- 1999: Alisha Lehmann, Schweizer Fußballspielerin

### 21. Jahrhundert
- 2001: Jackson Brundage, US-amerikanischer Schauspieler
- 2002: Daniella Rosas, peruanische Surferin
- 2003: Romain Grégoire, französischer Radrennfahrer
- 2003: Finn Hösch, deutscher Skibergsteiger
- 2004: Ingrid Alexandra von Norwegen, Prinzessin von Norwegen
- 2007: Luke Littler, Dartspieler

## Gestorben

### Vor dem 17. Jahrhundert
- 0259: Fructuosus, Bischof von Tarraco
- 0381: Athanarich, Anführer der Terwingen
- 0496: Epiphanius von Pavia, Bischof von Pavia, Heiliger
- 0861: Meinrad von Einsiedeln, ostfränkischer Mönch
- 0917: Erchanger, Herzog von Schwaben
- 1059: Michael I., Patriarch von Konstantinopel
- 1085: Dietrich II. von Katlenburg, Graf im Liesgau und Rittigau
- 1118: Paschalis II., Papst
- 1170: Gunther von Andlau, Abt von St. Blasien
- 1198: Gerhard Unmaze, Kölner Kaufmann und Bankier
- 1320: Árni Helgason, isländischer römisch-katholischer Bischof
- 1329: Heinrich II., Fürst von Mecklenburg
- 1330: Johanna II., Königin von Frankreich und Pfalzgräfin von Burgund
- 1348: Heinrich III., Graf von Vaudémont
- 1354: Balduin von Luxemburg, Erzbischof von Trier
- 1356: Johann Windlock, Bischof von Konstanz
- 1397: Albrecht II., Herzog von Straubing-Holland, Statthalter des niederbayerischen Teils des Herzogtums
- 1398: Friedrich V., Burggraf von Nürnberg
- 1416: Jacopo di Pietro Avanzi, italienischer Maler

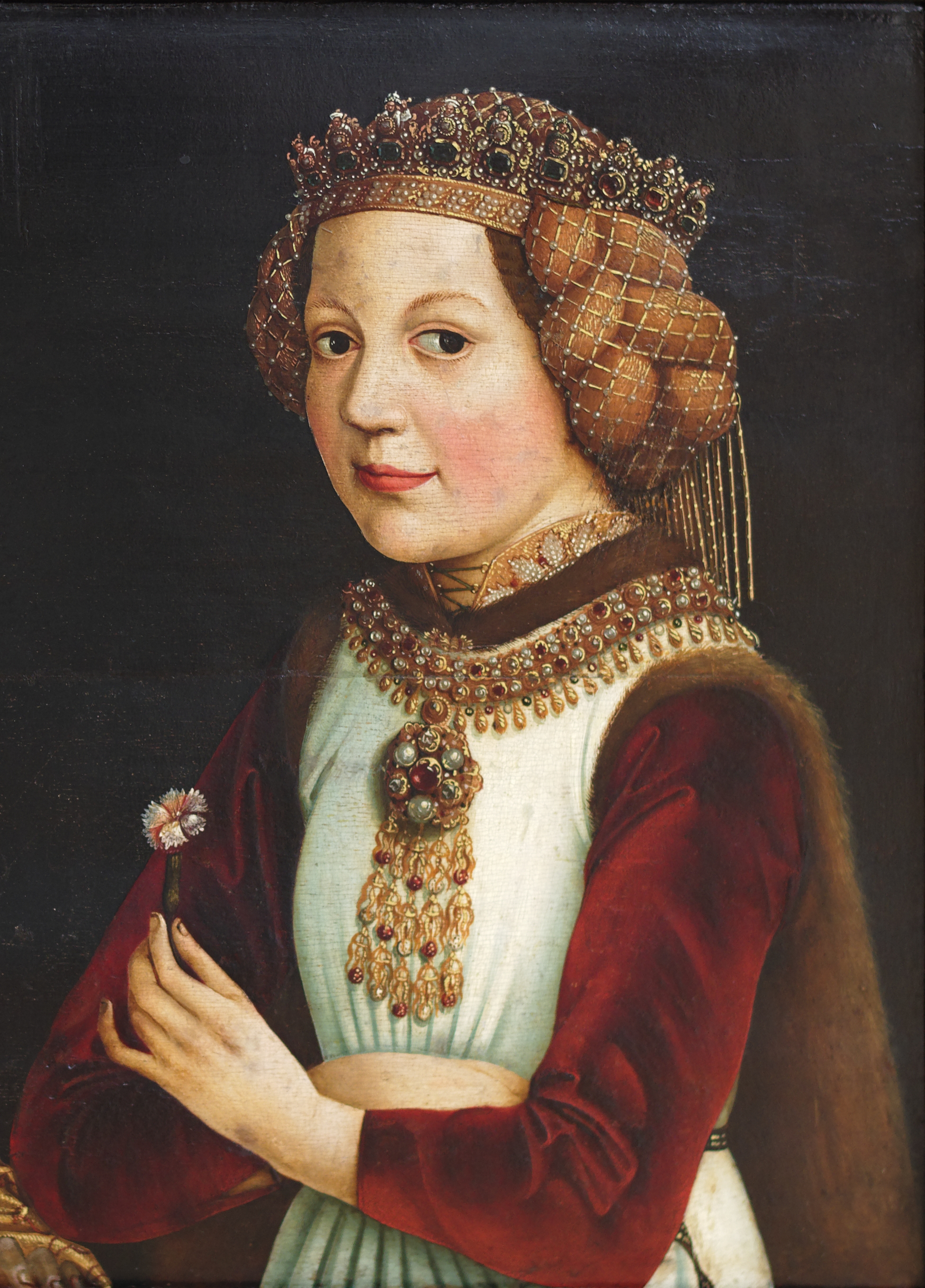
Madeleine de France († 1495)

- 1495: Madeleine de France, Regentin des Königreichs Navarra
- 1505: Albert von Vechelde, Braunschweiger Bürgermeister
- 1506: Johann IV. Roth, Bischof von Lavant und Fürstbischof von Breslau
- 1507: Georg Emmerich, Kaufmann und Bürgermeister von Görlitz
- 1519: Luigi d’Aragona, Kardinal der katholischen Kirche
- 1521: Henning Göde, deutscher Jurist, Geistlicher und kurfürstlich-sächsischer Rat
- 1526: Apollonia von Wiedebach, sächsische Adlige und Stifterin
- 1527: Juan de Grijalva, spanischer Entdecker
- 1527: Jakob van Hoogstraten, Dominikaner und päpstlicher Inquisitor
- 1567: Veit von Fraunberg, Bischof von Regensburg und Fürstbischof des Hochstiftes Regensburg
- 1573: Joachim Cureus, deutscher theologischer Schriftsteller, Historiker und Mediziner
- 1574: Abu Muhammad Abdallah al-Ghalib ibn Muhammad, zweiter Sultan der Saadier in Marokko
- 1578: Piyale Pascha, osmanischer Admiral und Wesir
- 1587: Juraj Drašković von Trakošćan, Kardinal und Ban von Kroatien
- 1596: Johannes Ligarius, deutscher lutherischer Theologe, Reformator und Konfessionalist
- 1599: Anton, Graf von Holstein-Schaumburg und Bischof von Minden
- 1600: Georg Radziwill, Kardinal der römisch-katholischen Kirche und Bischof von Krakau

### 17. und 18. Jahrhundert

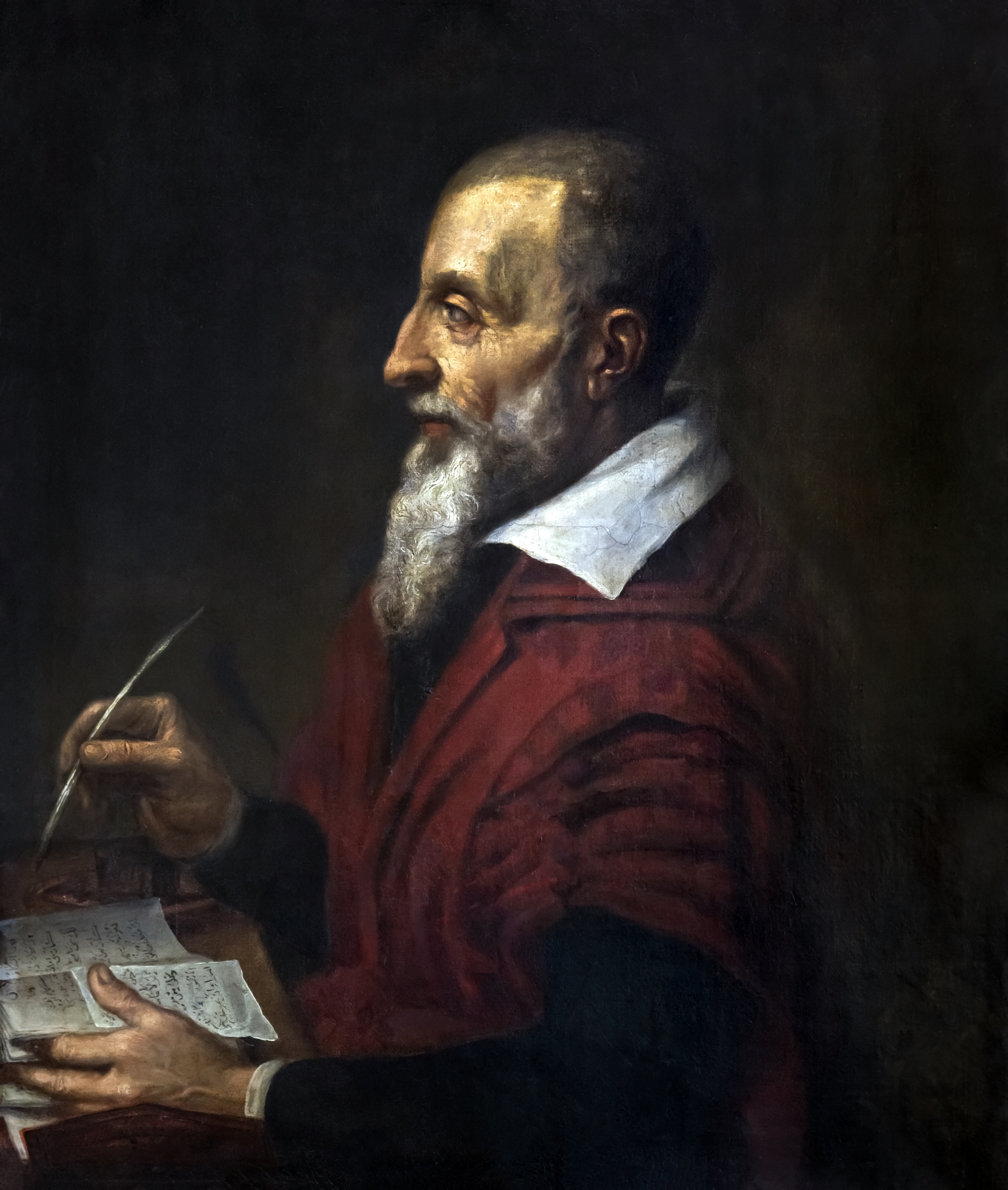
Joseph Justus Scaliger († 1609)

- 1609: Joseph Justus Scaliger, französischer Philosoph und Naturwissenschaftler
- 1610: Alphonse d’Ornano, französischer Heerführer korsischer Abstammung und Marschall von Frankreich
- 1625: Christoph Neander, Kreuzkantor in Dresden
- 1628: Gregor Aichinger, deutscher Komponist
- 1630: Lucia Reichmann, Opfer der Hexenverfolgung in Laasphe
- 1638: Ignazio Donati, italienischer Organist, Kapellmeister und Komponist
- 1673: Carl Ferdinand Fabritius, deutscher Maler
- 1674: Henri de La Trémoille, Herzog von Thouars
- 1683: Anthony Ashley-Cooper, 1. Earl of Shaftesbury, englischer Politiker und Adliger
- 1686: François Blondel, französischer Architekt und Baumeister
- 1689: Gustaf Persson Banér, schwedischer Feldmarschall
- 1692: Michael Walther der Jüngere, deutscher Mathematiker und lutherischer Theologe
- 1700: Henry Somerset, 1. Duke of Beaufort, englischer Peer
- 1700: Ambrosius Stegmann, deutscher Mediziner
- 1711: Friedrich Wilhelm Kettler, Herzog von Kurland und Semgallen
- 1711: Augustin Terwesten, niederländischer Maler
- 1712: Johann Georg Hocheisen, deutscher Orientalist
- 1725: Johann Christopher Jauch, deutscher Theologe und Barockdichter
- 1726: Kacper Bażanka, polnischer Architekt
- 1726: Franz Beer, österreichischer Architekt und Baumeister
- 1730: Marco Ricci, venezianischer Maler
- 1737: Ignjat Đurđević, kroatischer Adeliger, Dichter und Übersetzer, Benediktinermönch und Astronom
- 1740: Jacques Cassard, französischer Kapitän und Freibeuter
- 1746: Gottfried Kirchhoff, deutscher Organist und Komponist
- 1765: Christian Braunmann Tullin, norwegischer Dichter
- 1767: Johann Sigismund Macquire von Inniskillen, kaiserlicher Generalfeldzeugmeister, Verteidiger von Dresden
- 1773: Alexis Piron, französischer Jurist und Schriftsteller
- 1774: Florian Leopold Gassmann, österreichischer Komponist
- 1774: Mustafa III., Sultan des Osmanischen Reiches
- 1775: Jemeljan Iwanowitsch Pugatschow, russischer Don-Kosake und Anführer des Bauernaufstands
- 1775: Johann Jakob Joseph Sündermahler, deutscher Rechtsgelehrter und Hochschullehrer
- 1779: Christoph Traugott Delius, deutscher Bergbauwissenschaftler
- 1780: Johann Gottlieb Frenzel, deutscher Jurist, Historiker und Philosoph
- 1788: Antoine Tassaert, französisch-flämischer Bildhauer
- 1789: Paul Henri Thiry d’Holbach, deutschstämmiger französischer Philosoph
- 1793: Ludwig XVI., König von Frankreich
- 1793: William Austin, britischer Mediziner und Chirurg
- 1793: Jean-Philippe Dutoit-Membrini, Schweizer Mystiker
- 1795: Michel Corrette, französischer Komponist und Musiktheoretiker
- 1797: Gerhard Julius Coners, deutscher evangelischer Theologe

### 19. Jahrhundert
- 1801: Friedrich Wilhelm von Arnim-Boitzenburg, preußischer Beamter und Kriegsminister
- 1804: Ernst Gottfried Baldinger, deutscher Mediziner
- 1806: Henry Ellis, britischer Forscher, Autor und Kolonialgouverneur der Province of Georgia
- 1807: Volkmar Daniel Spörl, deutscher evangelischer Theologe

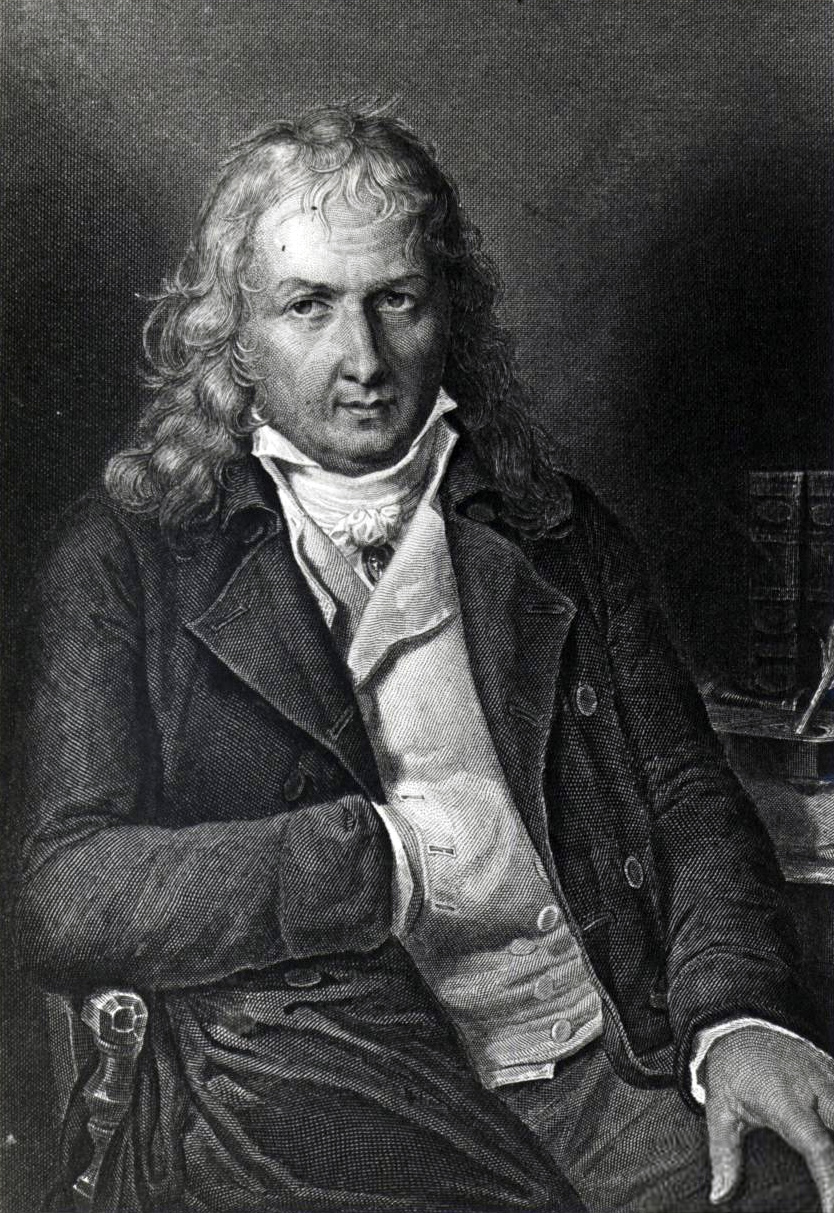
Jacques-Henri Bernardin de Saint-Pierre († 1814)

- 1814: Jacques-Henri Bernardin de Saint-Pierre, französischer Schriftsteller
- 1815: Matthias Claudius, deutscher Dichter (Der Mond ist aufgegangen)
- 1824: Nicolaus Sander, deutscher evangelischer Geistlicher
- 1825: Sophie Wilhelmine Mosewius, deutsche Sängerin
- 1826: Johann Georg Vogel, deutscher evangelischer Geistlicher und Bienenzüchter

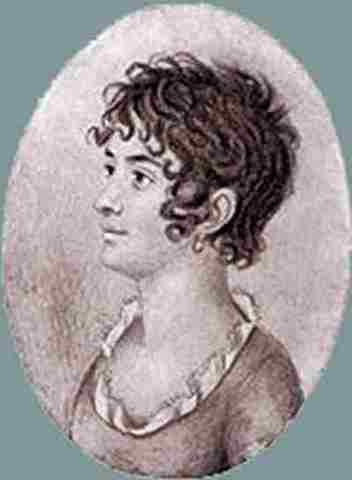
Kamma Rahbek († 1829)

- 1829: Kamma Rahbek, dänische Salonnière
- 1831: Achim von Arnim, deutscher Dichter
- 1834: Osei Yaw Akoto, Asantehene des Königreichs Aschanti
- 1838: Carl Gustav Ludwig von Moltke, deutscher Gutsherr, Oberjägermeister und Kammerherr
- 1845: Maria Johanna von Aachen, deutsche Schriftstellerin
- 1847: John Vaughan Thompson, britischer Arzt, Zoologe und Botaniker
- 1848: John Vincent, britischer General
- 1851: Albert Lortzing, deutscher Komponist
- 1853: Karl August Friedrich Brückner, deutscher Pädagoge und Historiker
- 1856: Benedictus Gotthelf Teubner, deutscher Buchhändler, Verlagsgründer

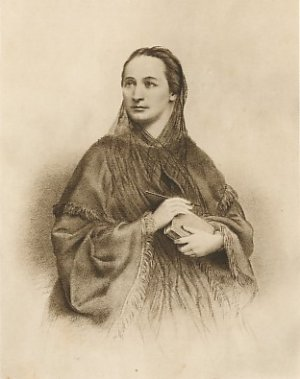
Bozena Nemcova († 1862)

- 1862: Božena Němcová, tschechische Schriftstellerin
- 1867: Anders Oldberg, schwedischer Pädagoge und Buchautor
- 1868: Sándor Asbóth, ungarischer Revolutionär und General
- 1871: Jan Jacob Rochussen, Gouverneur von Niederländisch-Indien
- 1872: Thomas Bragg, US-amerikanischer Politiker

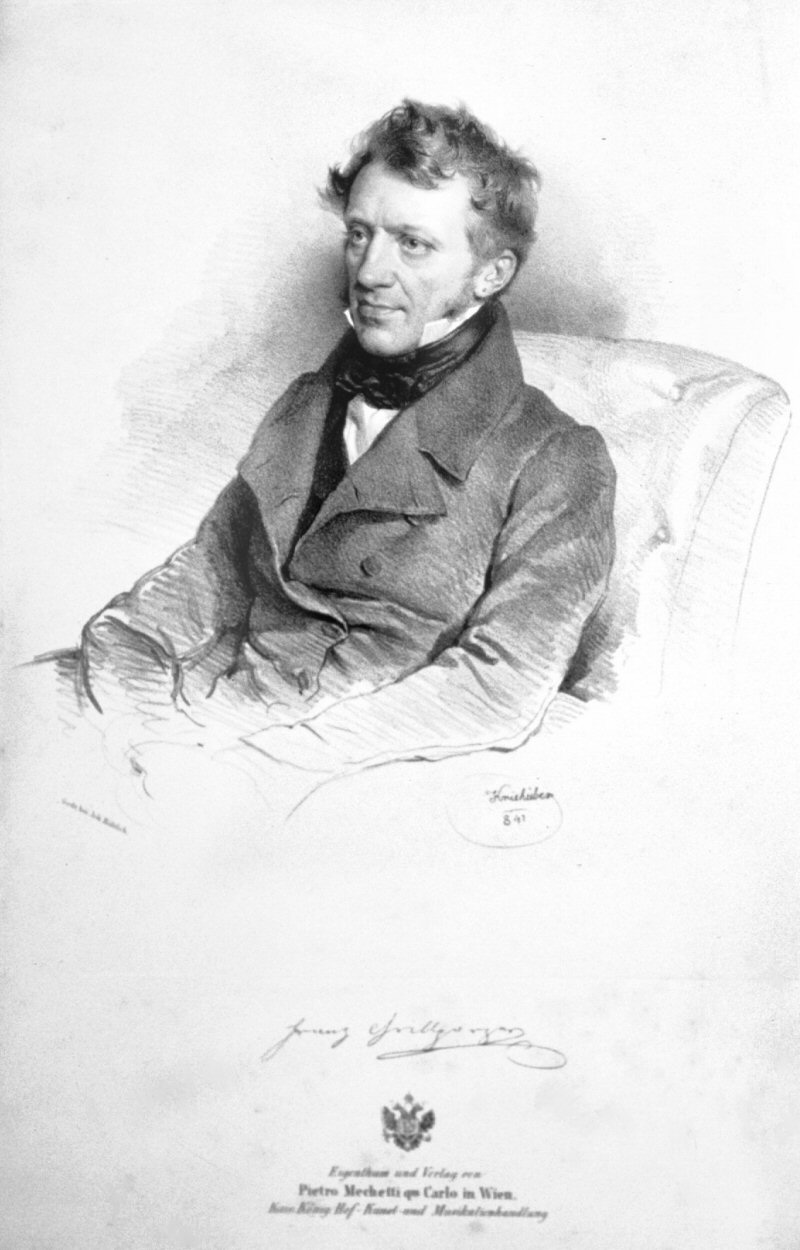
Franz Grillparzer († 1872)

- 1872: Franz Grillparzer, österreichischer Schriftsteller
- 1873: Karl Zell, deutscher Altphilologe und Politiker
- 1874: Euphrosyne Parepa-Rosa, britische Opernsängerin (Sopran)
- 1879: Ljuben Karawelow, Aktivist der Bulgarischen Nationalen Wiedergeburt und Dichter
- 1881: Wilhelm Matthias Naeff, Schweizer Politiker
- 1883: Carl von Preußen, Sohn von Friedrich Wilhelm III. und Königin Luise
- 1884ː Pauline Henckel von Donnersmarck, französische Mätresse
- 1885: Friedrich Henning von Arnim, deutscher Unternehmer
- 1886: Adolf Werneburg, deutscher Namenforscher und Forstmann
- 1887ː Julie Traberth, deutsche Fröbelkindergärtnerin
- 1888: Jakob Joseph Adam, Schweizer Politiker
- 1888: Adolph Douai, deutsch-US-amerikanischer Journalist, Verleger und Pädagoge
- 1890: Nathan Marcus Adler, deutsch-britischer Rabbiner
- 1891: Calixa Lavallée, kanadischer Komponist
- 1894: Carl Johann Lüdecke, deutscher Architekt
- 1896: Johann Gustav Stickel, deutscher evangelischer Theologe, Orientalist und Numismatiker
- 1899: Michail Nikolajewitsch Annenkow, russischer General
- 1900ː Annie Ellsworth, US‑amerikanische Frau, die an der Übermittlung des ersten Telegramms beteiligt war

### 20. Jahrhundert

#### 1901–1950
- 1901: Elisha Gray, US-amerikanischer Lehrer, Erfinder und Unternehmer

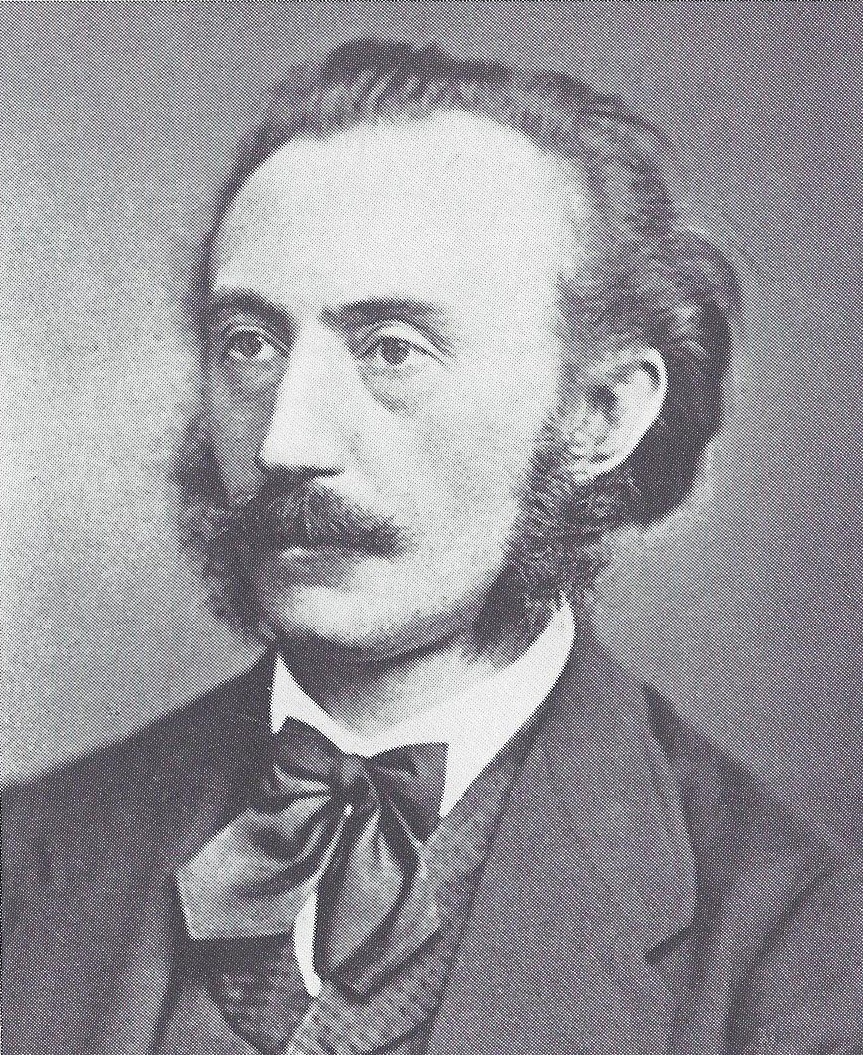
Ernst Wichert († 1902)

- 1902: Ernst Wichert, deutscher Schriftsteller und Jurist
- 1903ː Vilma Illing, österreichische Theaterschauspielerin
- 1907: Graziadio Ascoli, italienischer Sprachforscher
- 1914: Mirza Abu’l-Fadl, persischer Bahai-Theologe
- 1914: Donald Smith, 1. Baron Strathcona and Mount Royal, kanadischer Unternehmer, Politiker und Diplomat
- 1916: George Musgrove, australischer Opern- und Theaterunternehmer
- 1918: Jan Drozdowski, polnischer Pianist und Musikpädagoge
- 1918: Emil Jellinek, deutscher Geschäftsmann und Konsul
- 1918: Anna Maria Petersen, deutsche Malerin
- 1919: Ahmed Muhtar Pascha, Großwesir des Osmanischen Reiches
- 1919: Alexis, Fürst zu Bentheim und Steinfurt
- 1919: Gojong, koreanischer König zum Ende der Joseon-Dynastie
- 1921: Arthur Sifton, kanadischer Politiker und Richter
- 1922: Camille Jordan, französischer Mathematiker

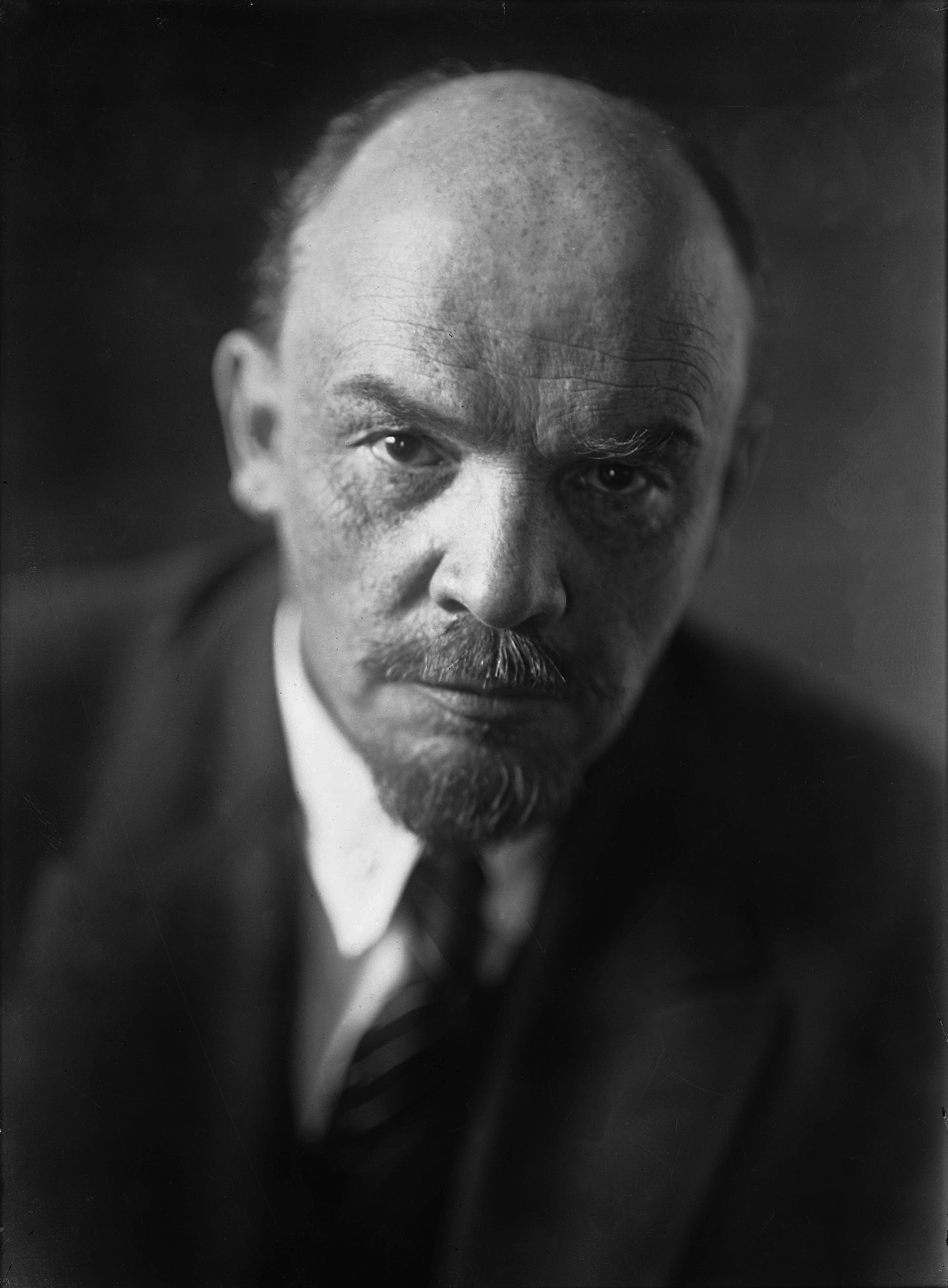
Wladimir Iljitsch Lenin († 1924)

- 1924: Wladimir Iljitsch Lenin, russischer kommunistischer Politiker und Revolutionär, marxistischer Theoretiker, Partei- und Regierungschef
- 1924: Conrad von Schubert, preußischer General, Weingutsbesitzer und MdR
- 1926: Camillo Golgi, italienischer Mediziner und Physiologe
- 1928: Nikolai Astrup, norwegischer Maler
- 1931: Felix Michailowitsch Blumenfeld, russischer Komponist
- 1932: Lytton Strachey, britischer Schriftsteller
- 1934: Paul Ludwig Troost, deutscher Architekt
- 1938: Georges Méliès, französischer Magier und Regisseur
- 1938: Mary Wurm, englische Pianistin, Komponistin und Musikpädagogin
- 1940: Marguerite Bodin, französische Lehrerin und Feministin
- 1942: Christiaan Cornelissen, niederländischer Autor, Aktivist und libertärer Sozialist
- 1942: Gerda Lissack, deutsche Grafikerin, Zeichnerin, Widerstandskämpferin und NS-Opfer
- 1942: Henryk Opieński, polnischer Komponist
- 1942: Woldemar Tranzschel, russischer Botaniker und Mykologe
- 1942: Heinrich Wolf, deutscher Schriftsteller
- 1943: Otakar Šín, tschechischer Komponist, Musiktheoretiker und -pädagoge
- 1945: Karel Poláček, tschechischer Schriftsteller und Journalist
- 1943ː Gertrud Ulmann, deutsche Malerin, Opfer der Shoa
- 1948: Ermanno Wolf-Ferrari, deutsch-italienischer Komponist
- 1948: Ernst Herzfeld, deutscher vorderasiatischer Archäologe
- 1950: George Orwell, britischer Schriftsteller und Essayist

#### 1951–2000
- 1954: Billy Jenkins, deutscher Kunstschütze, Lassowerfer und Greifvogeldresseur
- 1955: Archie Hahn, US-amerikanischer Leichtathlet
- 1957: Adolf Ahrens, deutscher Kapitän und Politiker, MdB
- 1957: Petar Krstić, serbischer Komponist
- 1958: Josef Brönner, deutscher Politiker, MdB
- 1958: Ernst Ziegler, deutscher Unternehmer und Kunstsammler

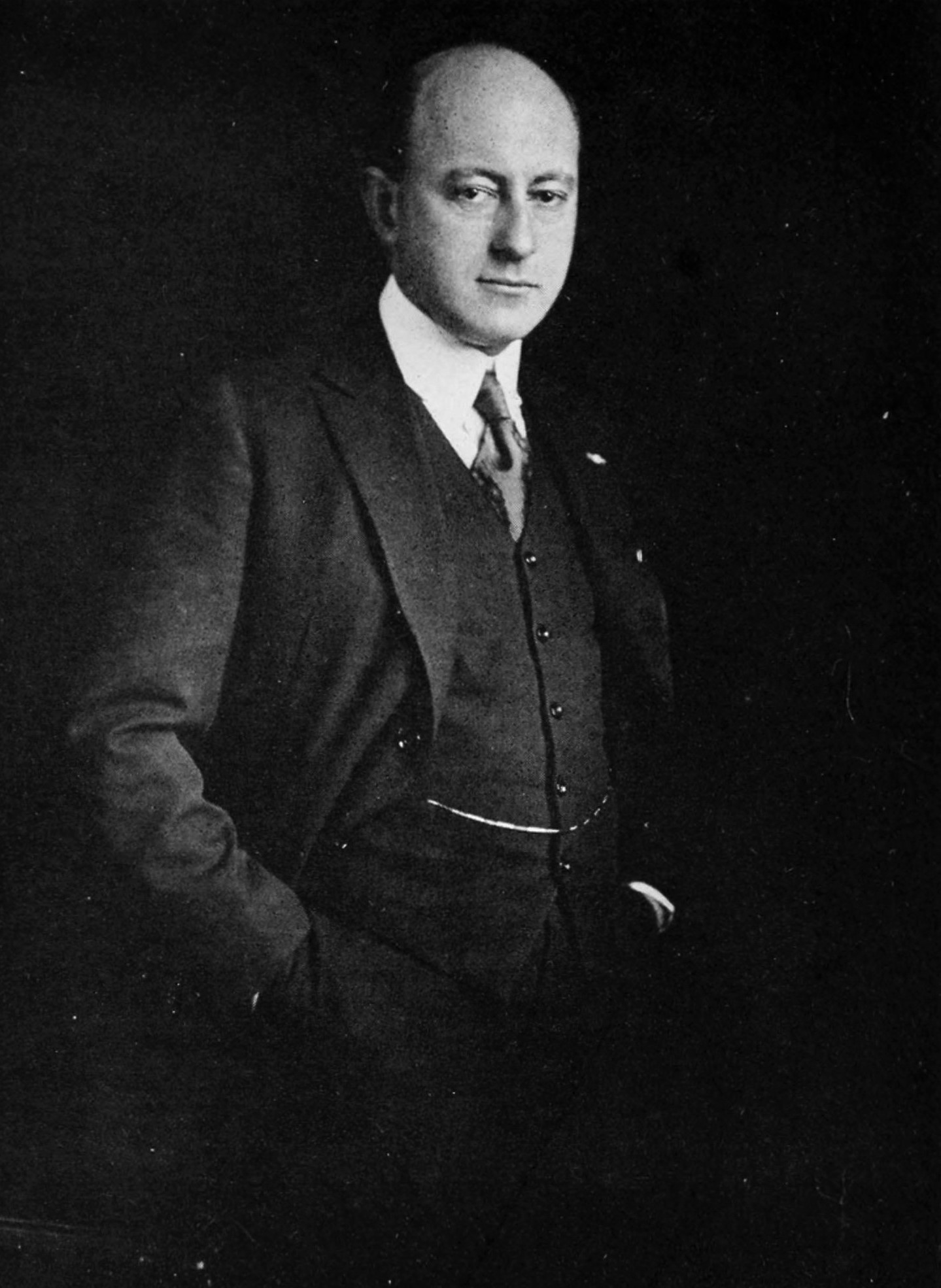
Cecil B. DeMille († 1959)

- 1959: Cecil B. DeMille, US-amerikanischer Regisseur
- 1959: Lajos Wick, ungarischer Ruderer
- 1961: John J. Becker, US-amerikanischer Komponist
- 1961: Blaise Cendrars, schweizerisch-französischer Schriftsteller
- 1961: Heinrich Studer, Schweizer Verleger
- 1961: Heinrich Wienken, deutscher Geistlicher, Bischof von Meißen
- 1963: Franz Jung, deutscher Schriftsteller, Ökonom und Politiker
- 1963: Al St. John, US-amerikanischer Schauspieler
- 1964: Joseph Baumgartner, deutscher Volkswirt und Politiker, Landesminister, MdL, MdB
- 1964: Carlo Chiarlo, italienischer Geistlicher, vatikanischer Diplomat, Kurienkardinal
- 1967: Martha Ringier, Schweizer Schriftstellerin
- 1968: Georg Dertinger, deutscher Politiker, Minister für Auswärtige Angelegenheiten der DDR
- 1968: Ferdinand Lion, Schweizer Journalist und Schriftsteller
- 1969: Franz Xaver Arnold, deutscher Theologe und Religionswissenschaftler
- 1969: Giovanni Comisso, italienischer Schriftsteller
- 1972: Wilhelm Armbrecht, deutscher Politiker, MdL
- 1973: William Langford, kanadischer Ruderer
- 1973: William Wernigk, österreichischer Opernsänger

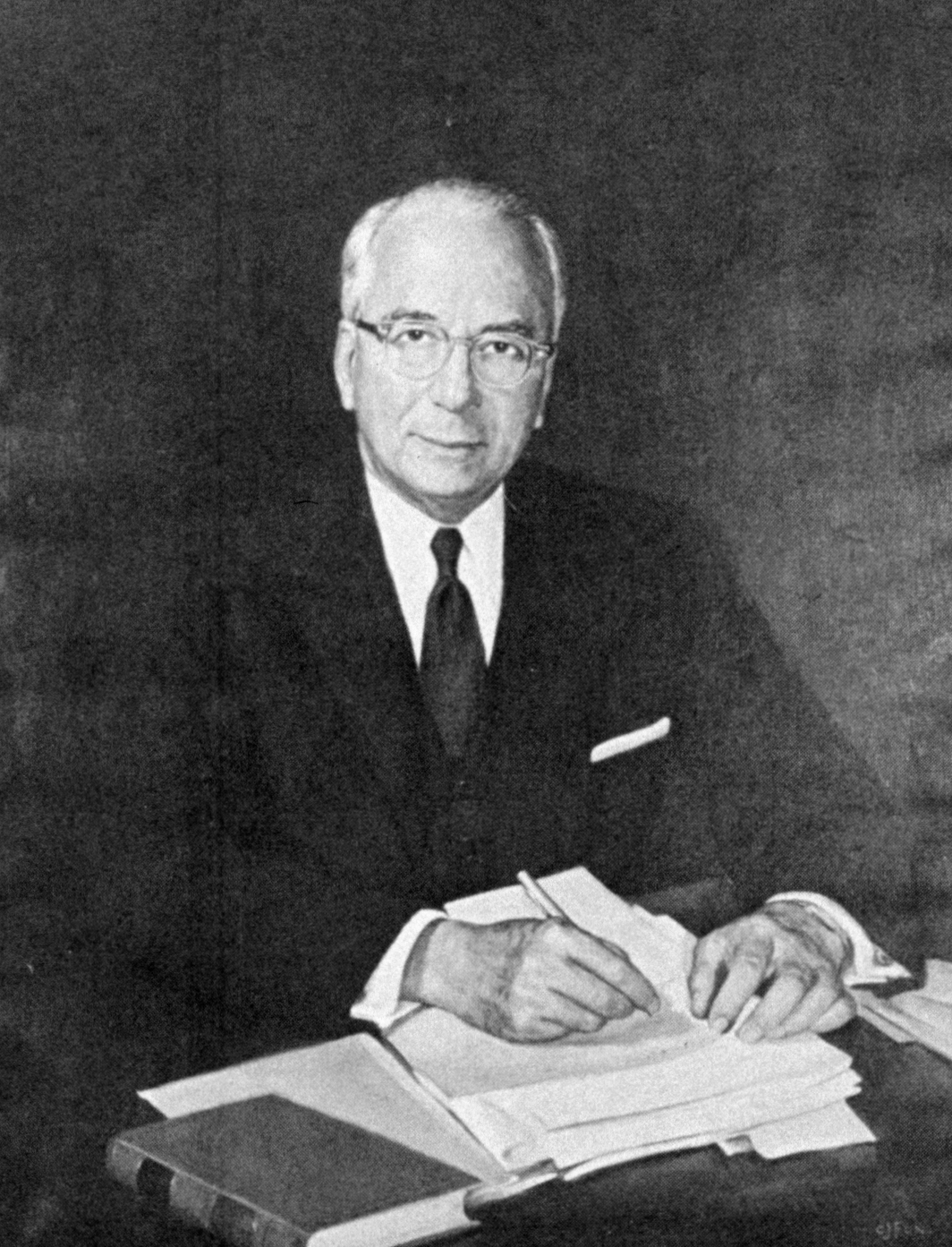
Lewis Strauss († 1974)

- 1974: Lewis Strauss, US-amerikanischer Politiker und Vorsitzender der Atomenergiebehörde
- 1975: Mascha Kaléko, deutsche Dichterin
- 1975: Ernst Gernot Klussmann, deutscher Komponist und Hochschullehrer
- 1979: Hermann Gösmann, deutscher Fußballfunktionär, Präsident des DFB
- 1979: Hans-Hilmar Staudte, deutscher Schachmeister und Schachkomponist
- 1981: Cuth Harrison, britischer Automobilrennfahrer
- 1983: Satomi Ton, japanischer Schriftsteller
- 1984: Roger Blin, französischer Schauspieler und Theaterregisseur
- 1984: Jackie Wilson, US-amerikanischer Sänger
- 1985: Josef Dahmen, deutscher Schauspieler
- 1985: Yusuf Lule, ugandischer Politiker

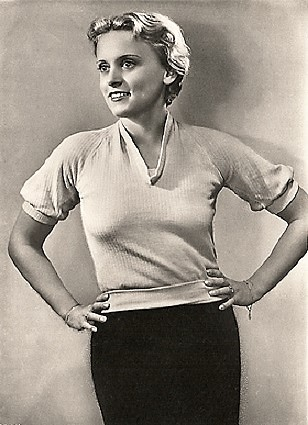
Luise Ullrich († 1985)

- 1985: Luise Ullrich, österreichische Schauspielerin
- 1986: Günther Pape, deutscher General
- 1986: Baby Ray, US-amerikanischer American-Football-Spieler
- 1988: Werner Nachmann, deutscher Unternehmer und Politiker, Vorsitzender des Zentralrats der Juden in Deutschland
- 1989: Billy Tipton, US-amerikanischer Jazz-Musiker
- 1989: Harald Zusanek, österreichischer Schriftsteller
- 1990: Wilhelm Flitner, deutscher Pädagoge
- 1992: Edmund Collein, deutscher Architekt
- 1992: Champion Jack Dupree, US-amerikanischer Blues-Sänger
- 1993: Felice Borel, italienischer Fußballspieler
- 1993: Lotte Laserstein, deutsch-schwedische Malerin
- 1993: Leo Löwenthal, deutscher Soziologe
- 1993: Ján Zimmer, slowakischer Komponist und Pianist
- 1994: Basil al-Assad, syrischer Politiker
- 1995: Liselotte Schramm-Heckmann, deutsche Bildnis-, Figuren- und Landschaftsmalerin und Kostümzeichnerin
- 1997: Hans Egon Holthusen, deutscher Schriftsteller
- 1997: Colonel Tom Parker, niederländischer Manager von Elvis Presley

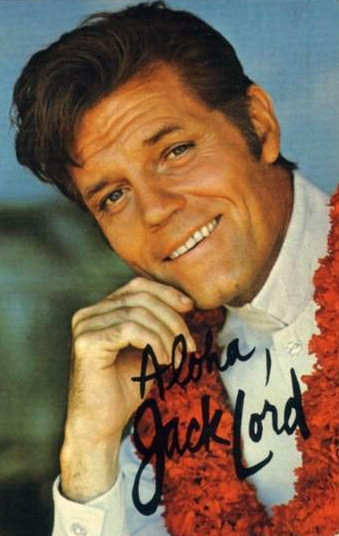
Jack Lord († 1998)

- 1998: Jack Lord, US-amerikanischer Schauspieler
- 1999: Charles Brown, US-amerikanischer Blues-Balladen-Sänger
- 1999: Jacques Chailley, französischer Musikwissenschaftler und Komponist

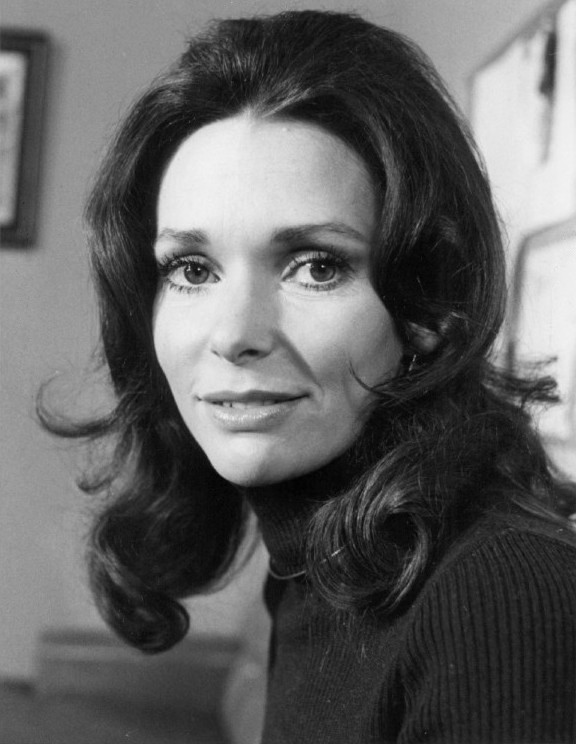
Susan Strasberg († 1999)

- 1999: Susan Strasberg, US-amerikanische Schauspielerin

### 21. Jahrhundert
- 2001: Sandy Baron, US-amerikanischer Schauspieler
- 2001: John Arthur Love, US-amerikanischer Politiker
- 2002: Peggy Lee, US-amerikanische Sängerin
- 2003: Ulrich Berger, deutscher Gewerkschafter und Politiker, MdB
- 2005: René Bardet, Schweizer Musiker und Pressesprecher des Schweizer Fernsehens
- 2005: Václav Kubička, tschechischer Bundestrainer der deutschen Kunstturner

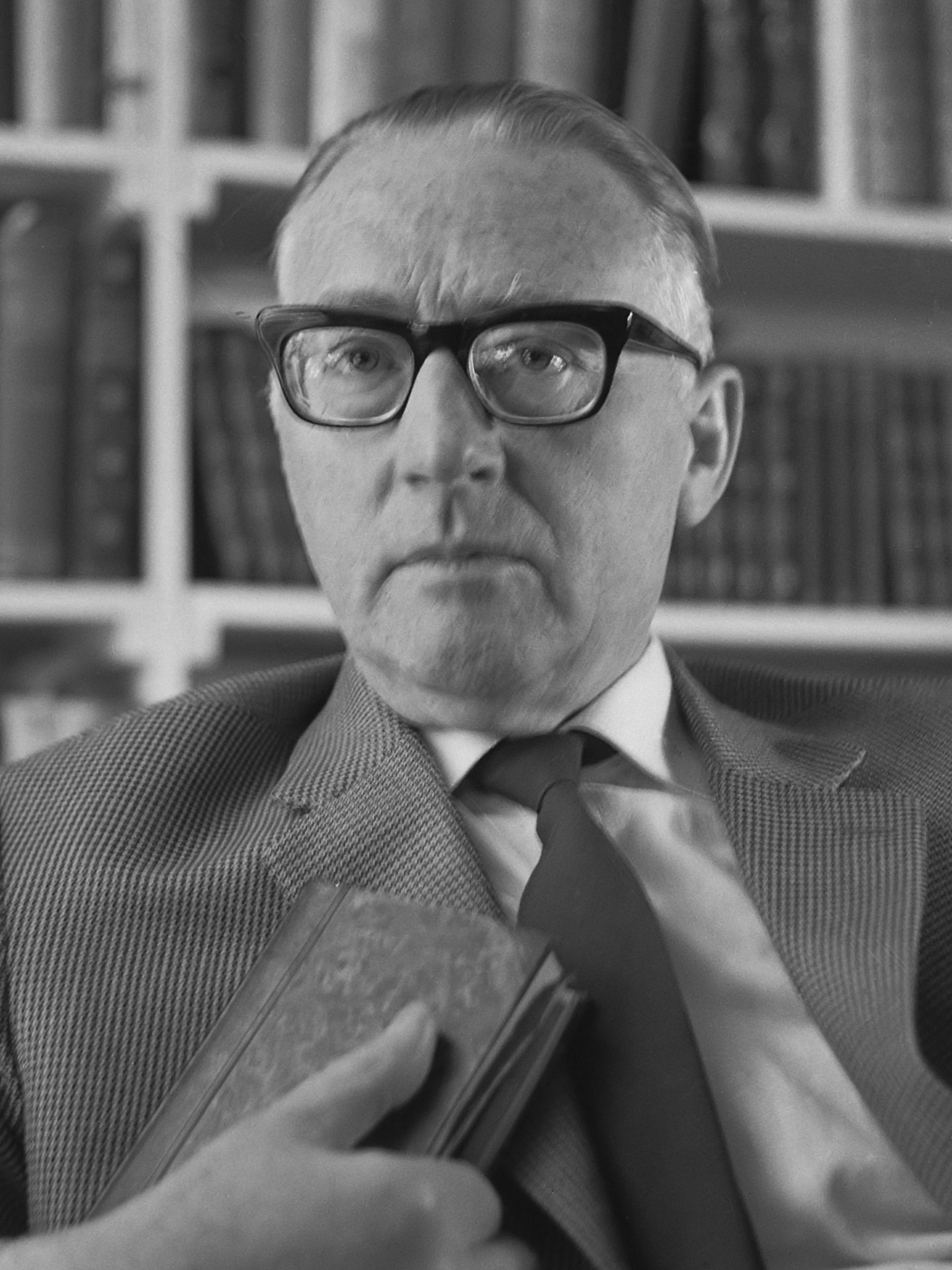
Theun de Vries († 2005)

- 2005: Theun de Vries, niederländischer Schriftsteller
- 2006: Klaus Kahlenberg, deutscher Journalist und der Radiosprecher des letzten Wehrmachtberichts
- 2006: Karlheinz Liefers, deutscher Regisseur
- 2006: Josef Prader, italienischer Geistlicher, Autor und Gelehrter für kanonisches Kirchenrecht
- 2006: Ibrahim Rugova, kosovarischer Staatspräsident
- 2007: Maria Cioncan, rumänische Leichtathletin, Olympiamedaillengewinner
- 2007: Peer Raben, deutscher Komponist von Filmmusik
- 2007: Erich Schumann, deutscher Verleger, Geschäftsführer der WAZ-Mediengruppe
- 2008: Reinhold Zundel, deutscher Kommunalpolitiker
- 2009: Helmut Hirsch, deutscher Historiker und Autor
- 2009: Walter Kubiczeck, deutscher Komponist
- 2010: Guillermo Abadía Morales, kolumbianischer Folklorist
- 2010: Abraham Malamat, österreichisch-israelitischer Historiker
- 2011: Alfred Ardelt, deutscher Politiker
- 2011: Charles Zwolsman senior, niederländischer Drogenhändler und Automobilrennfahrer
- 2012: Margot Schellemann, deutsche Puppenspielerin
- 2013: Robert Piloty, deutscher Ingenieur und Informatiker
- 2014: Manfred Bleskin, deutscher Journalist und Fernsehmoderator
- 2015: Alfons Lauer, deutscher Kommunalpolitiker, Oberbürgermeister von Merzig
- 2016: Anton-Wolfgang Graf von Faber-Castell, deutscher Unternehmer
- 2016: Bill Johnson (Skirennläufer), US-amerikanischer Skirennläufer
- 2016: Bogusław Kaczyński, polnischer Journalist, Musikkritiker und -theoretiker, Fernsehmoderator und Förderer der klassischen Musik
- 2016: Johanna Gräfin von Westphalen zu Fürstenberg, deutsche Politikerin
- 2017: Keith Hall, britischer Autorennfahrer
- 2017: Veljo Tormis, estnischer Komponist
- 2018: Robert Chancel, französischer Automobilrennfahrer
- 2019: Mike Ledbetter, US-amerikanischer Bluessänger und Gitarrist
- 2019: Emiliano Sala, argentinischer Fußballspieler
- 2019: Harris Wofford, US-amerikanischer Jurist und Politiker
- 2020: Hédi Baccouche, tunesischer Politiker
- 2020: Terry Jones, britischer Komiker
- 2020: Tengis Sigua, georgischer Politiker
- 2021: Rémy Julienne, französischer Stuntman

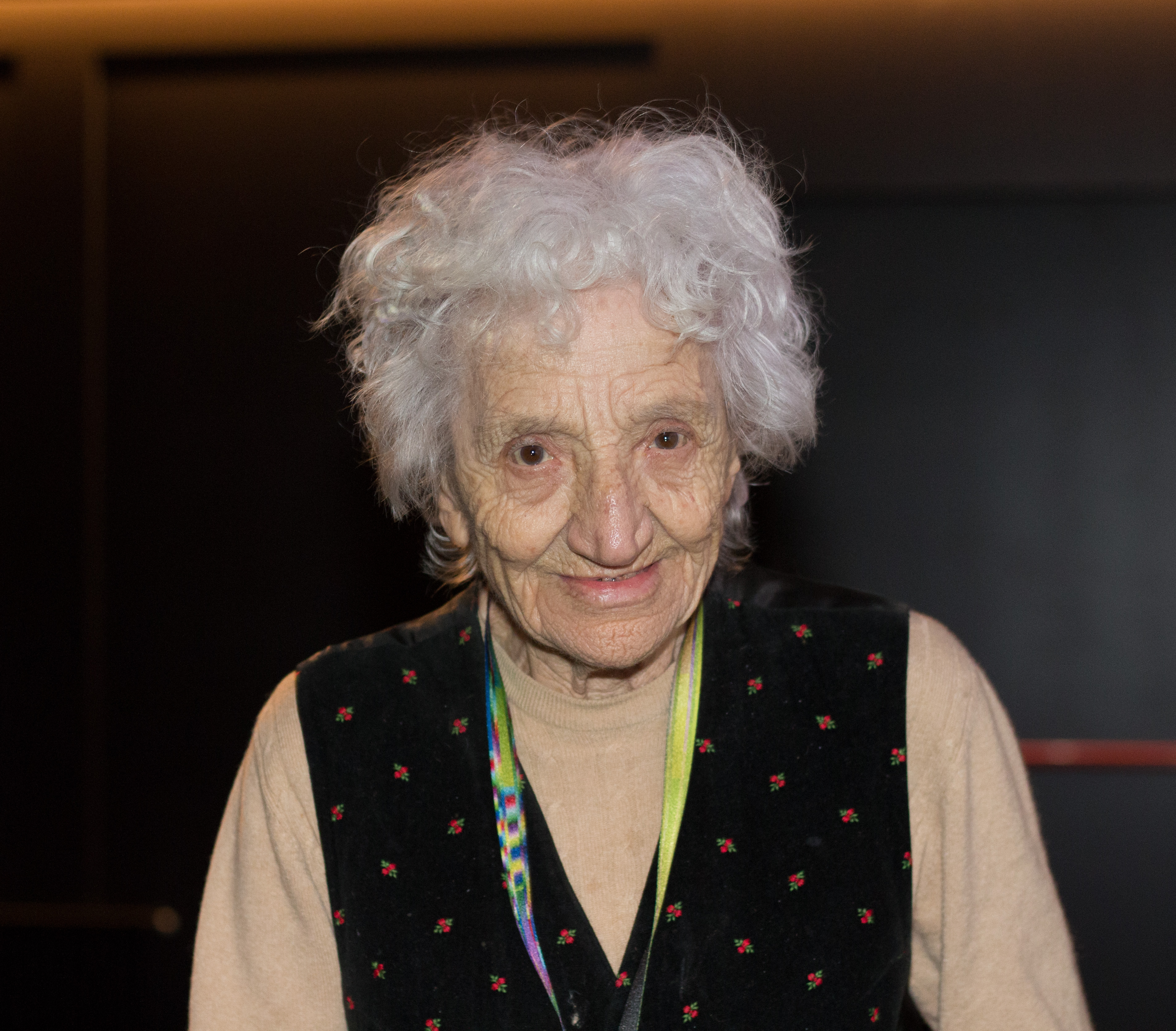
Cecilia Mangini († 2021)

- 2021: Cecilia Mangini, italienische Regisseurin, Drehbuchautorin und Fotografin
- 2021: Anthony Mwamba, sambischer Boxer
- 2021: Gernot Langes-Swarovski, österreichischer Unternehmer
- 2022: Rex Cawley, US-amerikanischer Leichtathlet
- 2022: Felicia Donceanu, rumänische Komponistin
- 2022: James Forbes, US-amerikanischer Basketballspieler und -trainer
- 2023: David Howard, kanadischer Segler
- 2025ː Jo Baer, US-amerikanische Malerin und Grafikerin

## Feier- und Gedenktage
- Kirchliche Gedenktage
  - Hl. Agnes von Rom, römische Märtyrerin und Schutzpatronin (anglikanisch, evangelisch, katholisch, orthodox)
  - Hl. Meinrad von Einsiedeln, deutscher Einsiedler und Mönch, Märtyrer und Schutzpatron (katholisch, orthodox)
  - Matthias Claudius, deutscher Dichter (evangelisch)
  - Hl. Patroclus von Troyes, Märtyrer und Schutzpatron (katholisch)
- Namenstage
  - Agnes
  - Ines
  - Maxim
- Sonstige
  - Weltknuddeltag
- Weitere Infos über kirchliche Gedenktage
  - Schweiz, Gründung der ersten Täufergemeinde (1525)

Weitere Einträge enthält die Liste von Gedenk- und Aktionstagen.